# Rally Dakar de 2017
El Rally Dakar de 2017 fue la 39.ª edición de la carrera de rally raid más exigente del mundo. Se realizó entre el 2 y el 14 de enero, por novena vez consecutiva en América del Sur tras la cancelación de la edición de 2008 en África, por recomendación del gobierno de Francia ante eventuales atentados terroristas en Mauritania. La empresa francesa ASO (Amaury Sport Organisation) es la organizadora del Dakar, que en esta oportunidad fue realizado en Argentina, Bolivia y por primera vez en Paraguay.
Paraguay es el quinto país sudamericano en recibir la competencia desde 2009. El 26 de abril de 2016 se confirmó su inclusión al calendario, con el podio de salida en Asunción y la realización del primer tramo cronometrado en territorio paraguayo. En Argentina se realizaron 9 de las 12 etapas, en dos partes. La primera parte comenzó luego del tramo cronometrado en Paraguay, cuando los vehículos ingresaron por el norte argentino con paradas en las ciudades de Resistencia, San Miguel de Tucumán y San Salvador de Jujuy, atravesando el tórrido bosque tropical El Impenetrable primero y luego las gélidas alturas andinas y el Altiplano, llegando a 4800 metros de altura en Abra de Acay, antes de pasar a territorio boliviano, en la cuarta etapa. En Bolivia se corrieron cinco etapas sin dejar el Altiplano al que los corredores habían subido en Argentina, y se realizó el día de descanso el 8 de enero en la sede de gobierno boliviana, La Paz, a 3600 m s. n. m. El raid volvió a la Argentina en la octava etapa, ingresando por la Puna bordeando la Cordillera de Los Andes y sus célebres dunas, hasta la ciudad de San Juan, para cruzar la pampa hasta finalizar en Buenos Aires, donde culminará la competencia. Los corredores y equipos técnicos debieron permanecer seis días en el Altiplano argentino-boliviano, a un promedio de 3.600 metros de altura, lo que significó poner a los corredores ante el desafío de la altitud, el frío y las pésimas condiciones climáticas que afectaron toda la región, incluyendo un trágico alud en la provincia de Jujuy (Argentina) con pérdidas de vidas humanas, que llevaron a la cancelación de dos etapas completas y otras dos cancelaciones parciales.
La carrera se disputó en 12 etapas durante trece días, recorriendo casi 9.000 kilómetros. El plan originario programaba un competencia cronometrada que sumaría 4.119 km para las motos y cuatrimotos, 4.123 km para los coches y 3.910 km para los camiones, pero solo pudieron completarse 2.692 km, 2.696 km y 2.290 km, respectivamente. 
En la categoría coches resultó ganador el francés Stéphane Peterhansel con un tiempo de 28:49:30, alcanzando su 13.ª victoria en un Dakar, con Jean Paul Cottret como navegante. El podio lo completaron sus compatriotas Sebastien Loeb (+5:13) y Cyril Despres (+33:28), los tres con Peugeot. 
En la categoría motocicletas resultó ganador el británico residente en Dubái Sam Sunderland, con un tiempo de 32:06:22. El podio lo completaron el austríaco Matthias Walkner (+32:00) y el español Gerard Farres Guell (+35:40), los tres con KTM.
En la categoría cuatrimotos resultó ganador el joven piloto ruso Sergey Karyakin, con un tiempo de 39:18:52. El podio lo completaron el chileno Ignacio Casale (+1:14:51) y el argentino Pablo Copetti (+4:20:19), los tres con Yamaha.
En la categoría camiones resultó el ganador el ruso Eduard Nikolaev al mando de un Kamaz, con un tiempo de 27:58:24, acompañado por los navegantes Evgeny Yakolev y Vladimir Rybakov, quien se consagró campeón del Dakar por tercera vez. El podio lo completaron su compatriota Dmitry Sotnikov (+18:58), también con Kamaz y el neerlandés Gerard De Rooy con Iveco (+41:19).
En la categoría UTVs resultó ganador el brasileño Leandro Torres, con un tiempo de 54:01:50, acompañado por el navegante Lourival Roldán. El podio lo completaron el chino Wang Fujiang (+4:42:34) y el ruso Magnov Ravil (+6:05:35).

## Países
Desde que la prueba se disputa en Sudamérica, por segunda vez consecutiva Chile no formó parte de la competencia, debido a que no cumplió con los requisitos económicos que requiere la organización. Por su parte Perú tampoco fue parte de la competencia, siendo descartado por encontrarse en año electoral y generar incertidumbre en ASO por lo que pueda pasar con el nuevo gobierno. El circuito recorrió Argentina, Bolivia y Paraguay.

## Etapas
Recorrido oficial entregado por la organización
| Etapa   | Fecha           | Desde                                   | Hasta                                   | Motos y Quads                           | Motos y Quads                           | Motos y Quads                           | Coches                                  | Coches                                  | Coches                                  | Camiones | Camiones | Camiones |
| Etapa   | Fecha           | Desde                                   | Hasta                                   | km                                      | EsP                                     | EsR                                     | km                                      | EsP                                     | EsR                                     | km       | EsP      | EsR      |
| ------- | --------------- | --------------------------------------- | --------------------------------------- | --------------------------------------- | --------------------------------------- | --------------------------------------- | --------------------------------------- | --------------------------------------- | --------------------------------------- | -------- | -------- | -------- |
| 1       | 2 de enero      | Asunción                                | Resistencia                             | 454                                     | 39                                      | 39                                      | 454                                     | 39                                      | 39                                      | 454      | 39       | 39       |
| 2       | 3 de enero      | Resistencia                             | San Miguel de Tucumán                   | 803                                     | 275                                     | 275                                     | 803                                     | 275                                     | 275                                     | 812      | 284      | 284      |
| 3       | 4 de enero      | San Miguel de Tucumán                   | San Salvador de Jujuy                   | 780                                     | 364                                     | 364                                     | 780                                     | 364                                     | 364                                     | 757      | 199      | 199      |
| 4       | 5 de enero      | San Salvador de Jujuy                   | Tupiza                                  | 521                                     | 416                                     | 416                                     | 521                                     | 416                                     | 416                                     | 521      | 416      | 416      |
| 5       | 6 de enero      | Tupiza                                  | Oruro                                   | 692                                     | 477                                     | 219                                     | 692                                     | 477                                     | 219                                     | 683      | 438      | 219      |
| 6       | 7 de enero      | Oruro                                   | La Paz                                  | 786                                     | 527                                     | 0                                       | 786                                     | 527                                     | 0                                       | 772      | 513      | 0        |
|         | 8 de enero      | Día de descanso en la ciudad de La Paz. | Día de descanso en la ciudad de La Paz. | Día de descanso en la ciudad de La Paz. | Día de descanso en la ciudad de La Paz. | Día de descanso en la ciudad de La Paz. | Día de descanso en la ciudad de La Paz. | Día de descanso en la ciudad de La Paz. | Día de descanso en la ciudad de La Paz. |          |          |          |
| 7       | 9 de enero      | La Paz                                  | Uyuni                                   | 622                                     | 322                                     | 161                                     | 622                                     | 322                                     | 161                                     | 622      | 322      | 161      |
| 8       | 10 de enero     | Uyuni                                   | Salta                                   | 892                                     | 492                                     | 417                                     | 892                                     | 492                                     | 417                                     | 892      | 492      | 171      |
| 9       | 11 de enero     | Salta                                   | Chilecito                               | 977                                     | 406                                     | 0                                       | 977                                     | 406                                     | 0                                       | 977      | 406      | 0        |
| 10      | 12 de enero     | Chilecito                               | San Juan                                | 751                                     | 449                                     | 449                                     | 751                                     | 449                                     | 449                                     | 751      | 449      | 449      |
| 11      | 13 de enero     | San Juan                                | Río Cuarto                              | 754                                     | 288                                     | 288                                     | 759                                     | 292                                     | 292                                     | 754      | 288      | 288      |
| 12      | 14 de enero     | Río Cuarto                              | Buenos Aires                            | 786                                     | 64                                      | 64                                      | 786                                     | 64                                      | 64                                      | 786      | 64       | 64       |
| Totales | 2 a 14 de enero | Asunción                                | Buenos Aires                            | 8818                                    | 4119                                    | 2692                                    | 8823                                    | 4123                                    | 2696                                    | 8781     | 3910     | 2290     |

## Participantes
La edición 2017 fue la que registró la menor cantidad de participantes desde que el Dakar llegó a Sudamérica, inscribiéndose 316 los pilotos con motos y autos, como principales categorías. Se destacó también la creación de la categoría UTV, destinada para vehículos especiales todo terreno (SXS) para tripulaciones de una o dos personas.
Factores como las mayores exigencias de ASO a pilotos novatos, sumado a la no participación de Chile que ha bajado la cantidad de competidores de ese país con respecto a ediciones anteriores y también Argentina ha tenido una merma de participantes debido más a factores económicos, fueron las principales causas de la baja cantidad de inscriptos para esta edición. España, Francia y Argentina fueron los principales animadores en cuanto a cantidad de competidores.
En las motos la batalla fue entre KTM y Honda, triunfando KTM al obtener los tres primeros lugares. KTM presentó al último campeón, el australiano Toby Price, más los británicos Sam Sunderland y el austríaco Matthias Walkner como principales pilotos. Price bebió abandonar al sufrir una fractura, pero Sunderland fue campeón y Walkner lo escoltó, completando el podio KTM el español Gerard Farres Guell.
Honda, había sufrido la baja del argentino Kevin Benavides y fue con Joan Barreda Bort y Paulo Gonçalves, que finalizaron quinto y sexto, respectivamente. Yamaha obtuvo un valioso cuarto lugar con el portugués Hélder Rodrigues. Otros que se destacaron fueron el francés Pierre Renet (7.º), el argentino Franco Caimi (8.º), el portugués Hélder Rodrigues (9.º) y el boliviano Juan Carlos Salvatierra.
En cuatrimotos la principal novedad fue la ausencia del último campeón, Marcos Patronelli y su hermano Alejandro, grandes animadores del Dakar. Con los Patronelli afuera, se presumía que la lucha se concentraría en dos excampeones, Rafal Sonik e Ignacio Casale. El triunfo sin embargo fue para el joven debutante ruso Serguéi Kariakin.
En automóviles, además de la presencia de escuderías como Peugeot, MINI o Toyota, por primera vez no participaron los buggy con tracción 4x2. En cuanto a sus participantes, se destacó la presencia del campeón 2016 Stéphane Peterhansel y como principales rivales, además de sus compañeros en Peugeot Cyril Despres, Sebastien Loeb y Carlos Sainz. Con excepción de Sainz, que abandonó, los otros tres obtuvieron el podio en ese orden. Se destacaron también los pilotos Toyota Nani Roma (4.º) y Giniel De Villiers (5.º), mientras que el argentino Orlando Terranova defendió el honor de MINI, siendo el mejor latinoamericano. Entre los corredores de autos se destacaron también el atleta paralímpico cuádruple amputado Philippe Croizon, al mando de un BMW especialmente adaptado, quien ya se había destacado como nadador en aguas abiertas.
En camiones, se presentó un nuevo duelo entre Iveco y Kamaz, que ganó la marca rusa con Eduard Nikolaev, seguido de Dmitry Sotnikov. Iveco obtuvo el tercer y cuarto lugar con Gerard De Rooy y el argentino Federico Villagra en su segunda participación en la especialidad.
Seis mujeres conductoras compitieron en el Dakar 2017: las españolas Laia Sanz (moto), Rosa Romero (moto) y Cristina Gutiérrez (coche), la argentina Alicia Reina (coche), la franco-italiana Camelia Liparoti (quad) y la boliviana Suany Martínez (quad). Como acompañantes compitieron dos mujeres: la argentina María del Huerto Mattar Smith (coche) y la checa Ilka Minor (coche).

## Desarrollo por etapas

### Etapa 1

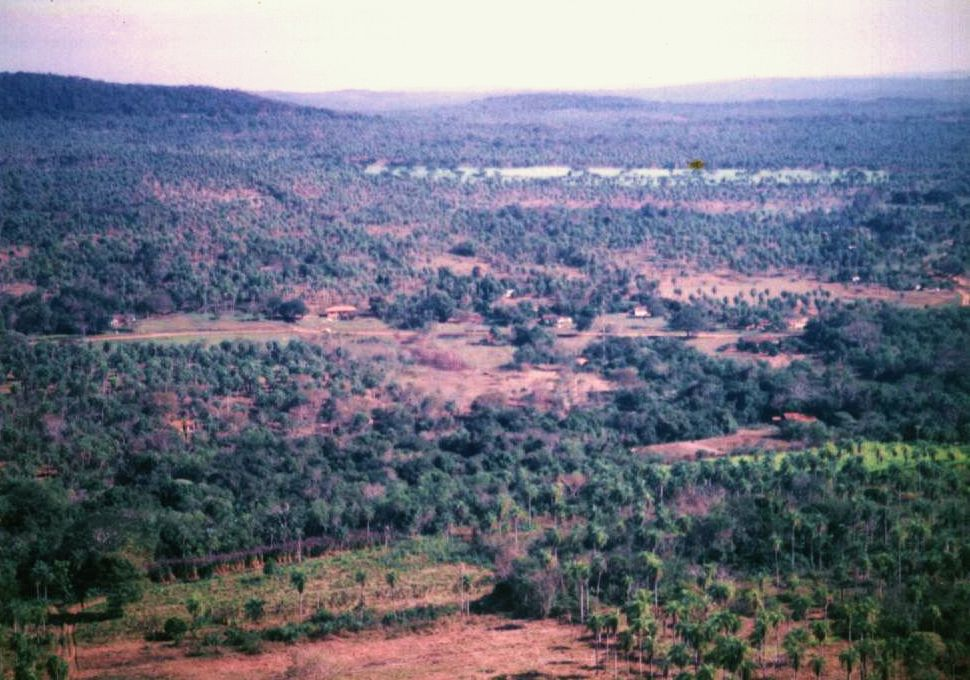
Valle del arroyo Ytu Guazú, en la zona de Caacupé (Paraguay), cerca de donde se disputó la etapa clasificatoria.

En esta edición del Dakar se incluyó por segunda vez en Sudamérica una etapa prólogo, en este caso de 39 kilómetros con el fin de establecer el orden de salida de la competencia. La etapa completa tuvo 454 kilómetros con salida en Asunción, capital de Paraguay, y llegada en Resistencia, capital de la provincia argentina del Chaco. Se trata de una región subtropical muy calurosa y húmeda, llana, con numerosos esteros y ríos de gran caudal, entre los que se destaca el Río Paraguay.
Del total de kilómetros, solo 39 fueron competitivos, con el fin de establecer el orden de largada al día siguiente. El recorrido comenzó en Asunción partiendo desde la Costanera, ubicada sobre la bahía, lugar donde el día anterior se llevó a cabo la largada simbólica ante miles de espectadores. A los pocos kilómetros, en la ciudad de Atyrá, departamento de Cordillera, se inició la etapa competitiva, en cuyo tramo se estima hubo unas 40.000 personas que presenciaron de cerca el paso de las máquinas.
Posteriormente, los vehículos ingresaron a la Argentina por Clorinda en la provincia de Formosa y luego se dirigieron hacia el sur siguiendo la Ruta Nacional 11, paralela al río Paraguay, pasando primero por la Ciudad de Formosa, para finalizar en la Ciudad de Resistencia, ubicada cerca del punto donde confluyen los ríos Paraguay y Paraná.
Al finalizar la primera etapa el orden de largada de los mejor clasificados en cada etapa fue la siguiente:
- Coches: El subcampeón del año anterior, el catarí Nasser Al Attiyah (Toyota) hizo el mejor tiempo, sufriendo el percance de que el motor se incendiara, pero sin afectar su continuidad en la carrera. Detrás clasificaron tres españoles Xavier Pons (Ford) -29º en 2016-, Nani Roma (Toyota) -6.º en 2016- y Carlos Sainz (Peugeot) -ganador en 2010-. El defensor del título, Stéphane Peterhansel, finalizó en el 12° lugar a poco más de 1 minuto del líder.
- Motos:  Clasificó primero el español Juan Pedrero García, cuyos mejores resultados en el Dakar fueron dos quintos puestos en las ediciones de 2011 y 2013. Le siguieron el estadounidense Ricky Brabec y el portugués Paulo Gonçalves. El australiano Toby Price, ganador de la edición anterior, quedó algo relegado a más de un minuto del primero.
- Quads: El brasileño Marcelo Medeiros, que había abandonado en su única presentación en el Dakar en 2016, se quedó con la etapa. Detrás se ubicaron el argentino Gastón González, el paraguayo Nelson Sanabria Galeano y el argentino Pablo Copetti.
- Camiones: Fue primero el checo Martin Kolomy, cuya mejor posición en el Dakar fue el 5.º puesto en 2013. Le siguieron los neerlandeses Ton Van Genugten y Martin van den Brink, y el checo Aleš Loprais.
- UTV: El ruso Maganov Ravil (Polaris) fue el vencedor de la primera etapa en la categoría debutante.

### Etapa 2

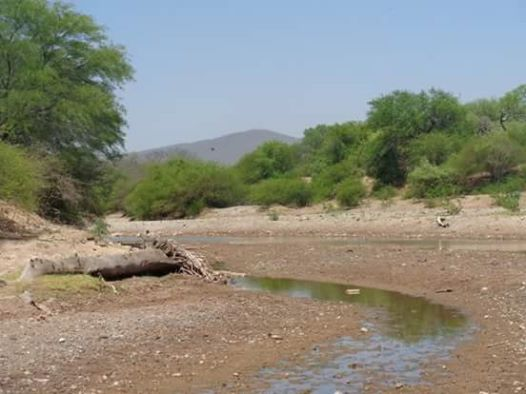
Río Horcones en la cercanía de Nueva Esperanza, al norte de la provincia de Santiago del Estero

La segunda etapa se corrió el 3 de enero, con largada en Resistencia, capital de la provincia argentina de Chaco y llegada en San Miguel de Tucumán, capital de la provincia de Tucumán. El total de la etapa varió según se tratara de camiones o las demás categorías. Los camiones recorrieron 812 kilómetros de los cuales 284 fueron "especiales", es decir que sólo allí se cronometró el tiempo para clasificación. Las demás categorías recorrieron 803 kilómetros, de los cuales 275 fueron especiales (cronometrados). El circuito especial (cronometrado) se encuentra íntegramente dentro de la provincia de Santiago del Estero.
La ruta atravesó el bosque subtropical conocido como El Impenetrable, una zona árida con altas temperaturas que comparten las provincias del Chaco, Salta, Formosa y Santiago del Estero, habitada desde tiempo inmemorial por los pueblos Qom y Wichi. Con un cielo sin nubes la temperatura alcanzó 41 °C a las 15 horas. Precisamente en Monte Quemado -al que los corredores llegaron por la Ruta Nacional 16, en pleno corazón de El Impenetrable, comenzó el circuito especial (cronometrado), pasando por San José del Boquerón, Santos Lugares, el Río Salado, Nueva Esperanza y finalizando en cercanías de Quebracho Coto, en el límite con la provincia de Tucumán, desde donde los vehículos siguieron camino hasta la capital de esta provincia.
- Coches: En una etapa muy disputada el francés Sebastian Loeb tomó la punta seguido del catarí Nasser Al-Attiyah (+1:23). El español Carlos Sainz (+2:18), el sudafricano Giniel de Villiers (+2:19) y el español Nani Roma (+3:22) completan los primeros cinco puestos. Peugeot y Toyota se reparten los primeros cinco lugares.
- Motos: El australiano Toby Price tomó la punta, seguido del austríaco Matthias Walkner (+3:22), el portugués Paulo Gonçalves (+3:51), el francés Xavier De Soultrait (+4:06), el británico Sam Sunderland (+4:19) y el chileno Pablo Quintanilla (+4:48).
- Quads: El argentino Pablo Copetti tomó la delantera, seguido del paraguayo Nelson Sanabria Galeano (+1:59) y más atrás el francés Axel Dutrie (+5.31) y el chileno Ignacio Casale (+5:36).[18]
- Camiones: Ganó el neerlandés Martin Van Den Brink con Renault, seguido por el ruso Dmitry Sotnikov (+2:03) con Kamaz, el neerlandés Peter Versluis (+2:52) con Man, el búlgaro Siarhei Viazovich (+2:55) con MAZ, el neerlandés Gerard de Rooy (+3:03) con Iveco y el argentino Federico Villagra(+3:05), también con Iveco.
- UTV: El chino Mao Ruijin tomó una amplia ventaja de casi una hora sobre el también chino Li Dongsheng (+58:18), quien a su vez le sacó una ventaja similar al tercero, el brasileño Leandro Torres (+2:07:27).

### Etapa 3

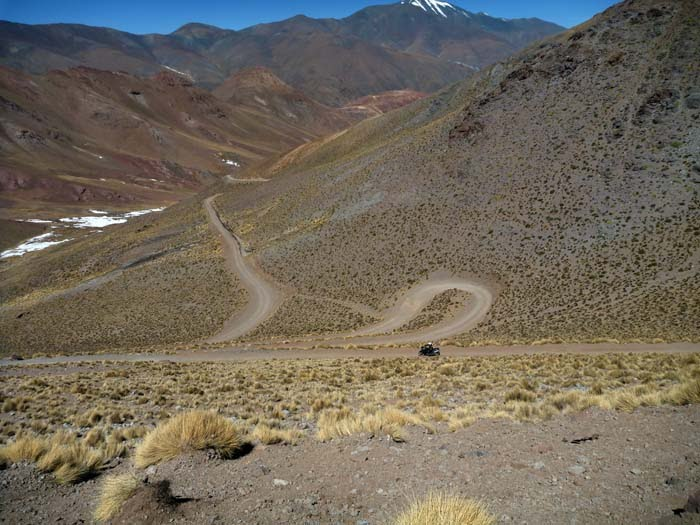
Abra del Acay, 4.859 metros sobre el nivel del mar, considerado el paso carretero más alto del mundo sobre una ruta nacional.

La tercera etapa se corrió el 4 de enero, con largada en San Miguel de Tucumán y llegada en San Salvador de Jujuy. Los camiones recorrieron una distancia total de 757 km, de los cuales 197 fueron cronometrados, aunque la mayor parte del recorrido competitivo estuvo neutralizado, es decir los competidores mantuvieron en ese trecho las posiciones alcanzadas. Las demás categorías recorrieron una distancia de 780 km, de los cuales 364 fueron cronometrados, aunque un tercio del recorrido también estuvo neutralizado. La subida de más de 4000 metros en pocas horas y la brusca disminución de la temperatura de 36.º a 5.º, influyó fuertemente en los corredores. 
La largada del tramo cronometrado, se realizó en la zona de Amaicha del Valle, pasando por el desierto de Tiu Punco (Puerta del Arenal en quechua), bordeando el Río Santa María y la Ruta Nacional 40, para ingresar a la provincia de Salta. En la zona de Cafayate (1683 m) y Corralito, el Dakar siguió dos rutas. Coches, motos, Quads y UTVs siguieron la orientación de la Ruta 40, subiendo a alta montaña y cruzando varios ríos, pasando por Seclantás (2222 m), Cachi (2531 m), Payogasta (2596 m) y La Poma (3015 m), hasta llegar a 4.850 metros de altura en el Abra del Acay, uno de los pasos carreteros más altos del mundo, para luego descender a San Antonio de los Cobres (3760 m). Allí el circuito se reencontró con los camiones que habían seguido una ruta más baja, orientados por la Ruta Nacional 68 y luego subiendo a San Antonio de los Cobres por la Ruta Nacional 51. Desde San Antonio de los Cobres y con la ruta ya unificada, la carrera continuó hacia el norte ingresando a la provincia de Jujuy por las Salinas Grandes (4096 m), donde finalizó la etapa cronometrada. Los vehículos descendieron por la Ruta Nacional 52 hacia Purmamarca (2324 m), y de allí por la Quebrada de Humahuaca hasta San Salvador de Jujuy (1259 m), capital de la provincia.
- Coches: Stéphane Peterhansel ganó la etapa y el francés se acomoda en el tercer puesto de la general (+4:18). Sebastien Loeb finalizó tercero y sigue mandando en la general, en tanto que Carlos Sainz con el segundo puesto (+0:42) completa el podio de Peugeot. Toyota tuvo un día negro: Nasser Al-Attiyah sufrió el desprendimiento de una rueda cuando venía liderando el especial y perdió más de 2 horas, mientras que Giniel De Villiers tuvo un retraso y bajó al décimo lugar de la general (+35:20). En silencio MINI viene realizando un buen Dakar con Mikko Hirvonen trepando al cuarto lugar, Yazeed Al Rahji sexto, Orlando Terranova octavo y Jakub Przygonski noveno. Uno de los candidatos, el español Xevi Pons, debió abandonar sin poder salir de Tucumán, debido a un vuelco sufrido el día anterior.
- Motos: Con un ritmo arrollador, Joan Barreda Bort se quedó con la etapa y con el liderazgo en la general, superando por 13 minutos al inglés Sam Sunderland (+11:20), que es segundo en la general, seguido del portugués Paulo Gonçalves (+0:14:42), el chileno Pablo Quintanilla (+0:15:56) y el australiano Toby Price, que terminó noveno en la etapa y bajó al quinto lugar de la general (+0:17:19). El eslovaco Ivan Jakes sufrió el impacto de un rayo que cayó en la cercanía de su moto, pese a lo cual logró completar la etapa y continuar la competencia, luego de ser revisado en un hospital.[19]
- Quads: La etapa fue ganada por el boliviano Walter Nosiglia,  la ASO confirmó en su página oficial que el piloto boliviano Wálter Nosiglia ganó dos etapas, la tercera y la cuarta, y no solo una en cuadriciclos del Dakar 2017, antes de abandonar en la quinta (Tupiza-Oruro) el viernes 6.
- Camiones: El ruso Eduard Nikolaev ganó la etapa al frente de su Kamaz y quedó al frente de la general, seguido por el checo Martin Kolomy (+2:27) con Tatra y tercero Federico Villagra (+4:07), con Iveco. Ninguno de los tres primeros en la etapa anterior pudo mantenerse en el pelotón de punta, y en el caso del expuntero Van den Brink debió abandonar.
- UTV: El brasileño Leandro Torres se quedó con la etapa y pasó al segundo lugar de la general a casi 2 horas del chino Mao Ruijin que aumentó su ventaja en la general. Tercero lejos quedó Li Dongsheng (+3:29:59).

### Etapa 4

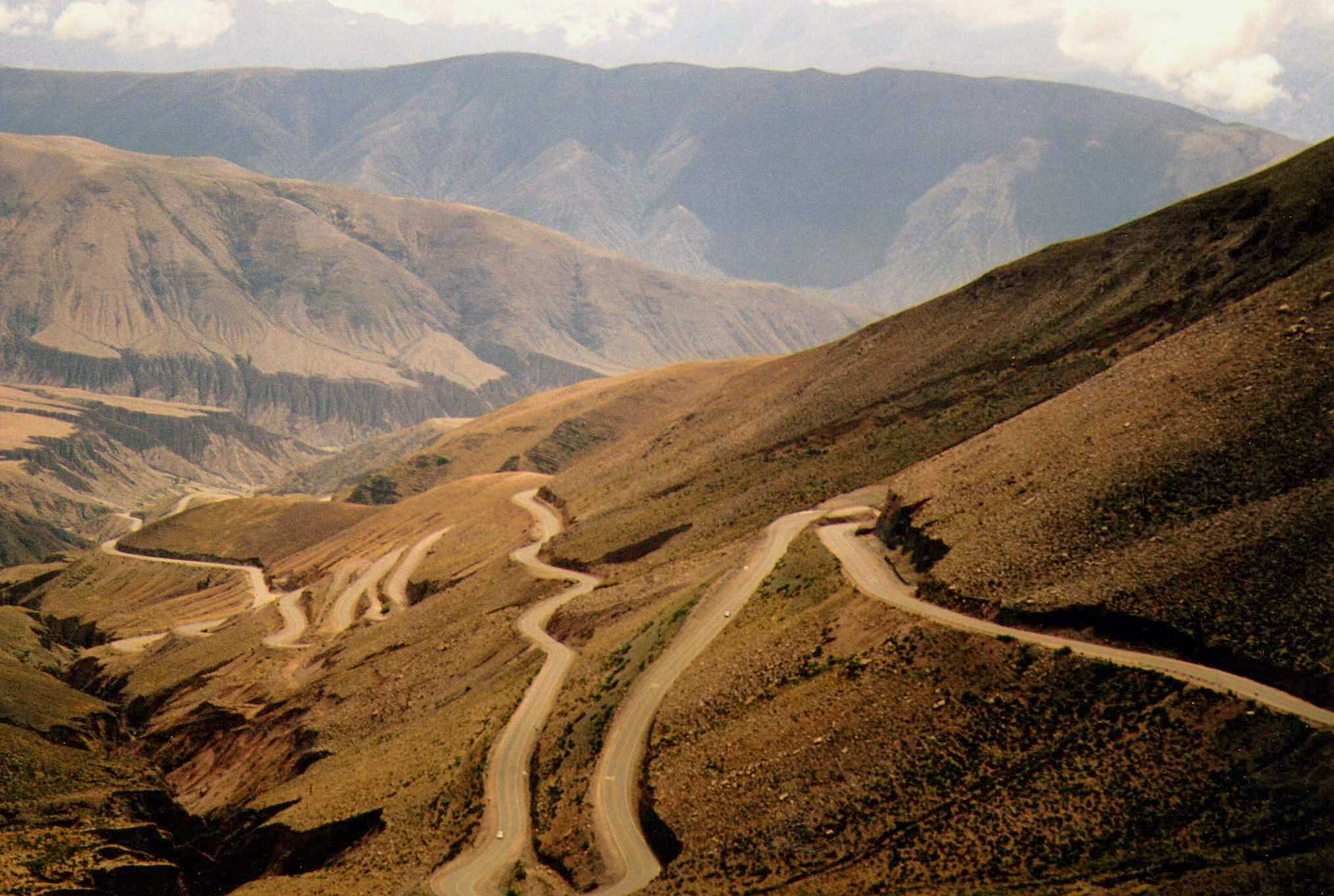
Cuesta de Lipán, Jujuy, por donde los corredores subieron al Altiplano.

La cuarta etapa se corrió el 5 de enero, con largada en San Salvador de Jujuy (Argentina) y llegada en Tupiza (Bolivia). Los vehículos recorrieron una distancia total de 521 km, de los cuales 416 serán cronometrados.
Los corredores volvieron a subir a la Puna o Altiplano por la Cuesta de Lipán. La largada del tramo cronometrado se realizó en las Salinas Grandes (4096 m), donde había finalizado la etapa cronometrada del día anterior. En los siguientes seis días los competidores permanecerán siempre en el Altiplano, a una altitud promedio de 3600 metros, debiendo lidiar con el soroche o mal de las alturas. El circuito atraviesa de sur a norte la extensa puna jujeña y sus enorme dunas, como el mitológico médano Huáncar, en el área de Abra Pampa (3507 m). El paso fronterizo se ubica en las localidades fronterizas de La Quiaca (Argentina) y Villazón (Bolivia), a 3400 m. De la frontera al fin de la etapa en Tupiza (2850 m), los corredores debieron recorrer aún 90 kilómetros cronometrados.
- Coches: La punta volvió a cambiar y Peugeot perdió el monopolio del podio. El nuevo líder es el francés Cyril Despres, seguido de Stéphane Peterhansel (+4:08), ambos con Peugeot, pero ahora con un MINI en tercer lugar, el finlandés Mikko Hirvonen (+5:04). Sebastien Loeb (+6:48) con Peugeot perdió la punta y quedó relegado al cuarto lugar, seguido de Nani Roma (+10:30) con Toyota. Abandonaron el subcampeón del año anterior Nasser Al-Attiyah y el español Carlos Sainz, luego de que su auto se desbarrancara.

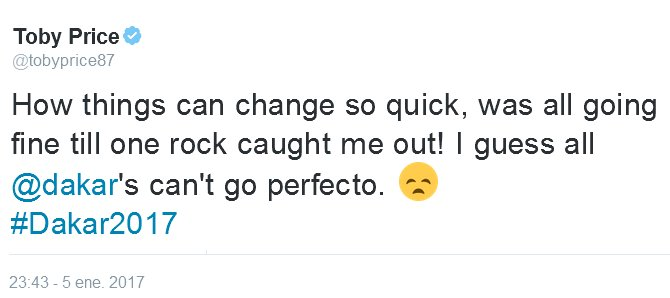
Tuit de Toby Price el mismo día que sufrió la fractura de fémur que lo obligó a abandonar cuando lideraba la carrera: "¡Cómo pueden cambiar las cosas tan rápido, todo iba bien hasta que una piedra me dejó afuera! Supongo que no todos los @dakars pueden salir perfecto (en español en el original)".

- Motos: La etapa fue ganada por Matthias Walkner, cuando Toby Price, que lideró casi hasta el final, sufrió una caída que le produjo fractura cuádruple de fémur y el abandono de la carrera. El nuevo líder de la general es el chileno Pablo Quintanilla con Husqvarna, seguido de Walkner (+2:07), Stefan Svitko (+5:52) y Sam Sunderland (+6:12). El hasta entonces líder Joan Barreda Bort fue penalizado con un retraso de poco más de una hora y quedó relegado al noveno lugar.
- Quads: El boliviano Walter Nosiglia consiguió su primer triunfo en el Dakar justo cuando el raid entró en su país. Por cuarta vez consecutiva el liderazgo en la general volvió a cambiar, quedando en la delantera el ruso Serguéi Kariakin, seguido de cerca por el chileno Ignacio Casale (+0:26). Un segundo pelotón incluye al francés Simon Vitse (+03:00), Nosiglia (+03:30), el francés Axel Dutrie (+4:17) y el argentino Daniel Domaszewski (+07:46). Más retrasado se encuentra en séptimo lugar el argentino Gastón González (+35:37).
- Camiones: La etapa la ganó el último campeón, el neerlandés Gerard De Rooy con Iveco, que pasó así a estar quinto en la general (+14:15). El nuevo líder de la general es el ruso Dmitry Sotnikov con Kamaz, seguido ahora por el argentino Federico Villagra (+1:55). Eduard Nikolaev (+4:40) con Kamaz quedó relegado al tercer lugar y Anton Shibalov (+5:34) al cuarto.[21]
- UTV: El brasileño Leandro Torres volvió a ganar la etapa por poco más de 3 minutos sobre el chino Mao Ruijin, quien así mantuvo su amplia ventaja como líder de la general, con 01:58:09 de diferencia sobre el brasileño. Lejos en tercer lugar sigue el chino Wang Fujiang.[22]

### Etapa 5

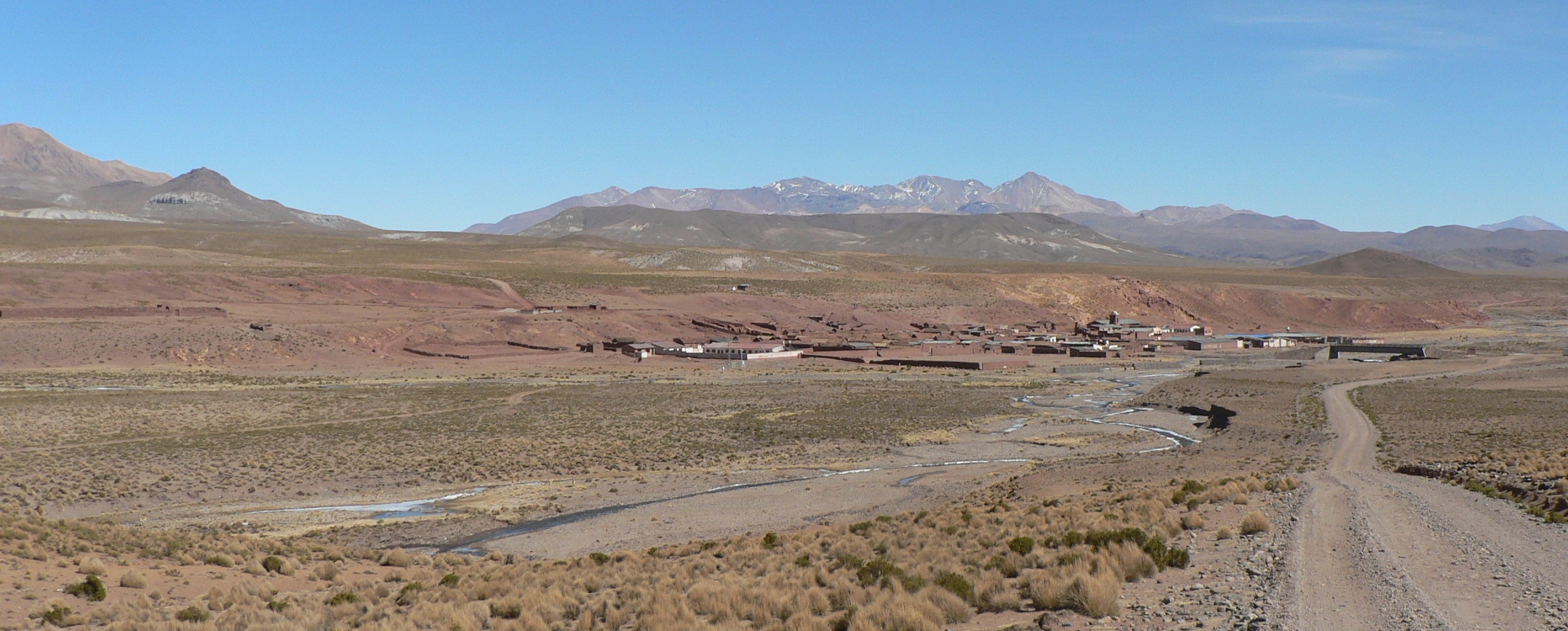
San Pablo de Lípez (4291 m), uno de los puntos en los que se instaló una zona para espectadores, en el paso de los vehículos hacia Uyuni y luego hacia Oruro.

La quinta etapa se corrió el 6 de enero, con largada en Tupiza (Bolivia) y llegada en Oruro. Los vehículos recorrieron una distancia total de 692 km, de los cuales 219 fueron cronometrados, debido a la anulación del segundo tramo cronometrado (Colchani-Belén de Andamarca) por malas condiciones climáticas. 
Los vehículos salieron de Tupiza (2850 m) hacia el oeste, con la largada del primer tramo cronometrado en las afueras de la ciudad. Por senderos de montaña ascendieron hacia San Pablo de Lípez (4291 m), llegando a una altura máxima de 4400 metros, tomando luego hacia el norte, en dirección al Salar de Uyuni, pasando por Cieneguillas. En Uyuni (3670 m) finalizó el primer tramo cronometrado, momento en que los organizadores cancelaron el segundo tramo y dieron por finalizada la etapa. Los vehículos continuaron hacia Oruro pasando por Colchani (3674 m), en la zona del enorme Salar de Uyuni, pero sin entrar en él. Siguiendo la orientación de la Ruta 30, los vehículos enfilaron hacia el Lago Poopó sin alcanzarlo, hasta llegar a la ciudad de Oruro (3710 m), capital del departamento del mismo nombre, ubicada unos 50 kilómetros al norte del mismo, donde las aguas también inundaron el vivac donde debieron dormir los corredores y sus equipos técnicos.
- Coches: Luego de graves problemas de navegación de varios de los líderes, la etapa fue ganada por el francés Sebastien Loeb con Peugeot y la punta cambió una vez más, esta vez a manos del francés Stéphane Peterhansel, también con Peugeot. Segundo en la general quedó Loeb (+1:09), tercero Cyril Despres (+4:54) y cuarto muy cerca Nani Roma (+5:35), con Toyota. Quinto muy lejos quedó el MINI de Mikko Hirvonen (+42:21), seguido del polaco Jakub Przygonski y el argentino Orly Terranova, mientras que el hasta ese momento puntero Giniel de Villiers quedó definitivamente retrasado en el octavo lugar, a más de una hora de la punta.
- Motos: La mayoría de los líderes se perdieron causando cambios traumáticos en las posiciones de punta y permitiéndole al británico Sam Sunderland ganar la etapa y tomar la delantera en la general, con una considerable ventaja. Segundo quedó el chileno Pablo Quintanilla (+12:00), seguido del joven piloto francés Adrien Van Beveren (+16:07) y del español Gerard Farres Guell (+20:57). Algo más atrás se ubicó en quinto lugar Matthias Walkner (+29:01) y bastante más retrasado el eslovaco Stefan Svitko (+48:43), en sexto lugar. Los demás pilotos quedaron a más de una hora de la punta.
- Quads: El neerlandés Kees Koolen ganó la etapa y las posiciones en la general volvieron a cambiar considerablemente. Como nuevo líder se ubicó el francés Simon Vitse, con una ventaja apreciable sobre tres competidores inmediatos: el ruso Serguéi Kariakin (+8:14), el francés Axel Dutrie (+10:35) y el chileno Ignacio Casale (+14:36). Bastante más lejos se ubicó en quinto lugar el argentino Daniel Mazzucco (+47:32) y todos los demás competidores quedaron a más de una hora de la punta.
- Camiones: La etapa volvió a ganarla el último campeón, el neerlandés Gerard De Rooy con Iveco, manteniéndose a la cabeza de la general. Detrás se ubicaron tres rusos con Kamaz: Eduard Nikolaev (+2:23), Dmitry Sotnikov (+6:36) y Airat Mardeev (+16:32), seguidos algo más atrás por el neerlandés Pascal De Baar (+32:25) y el argentino Federico Villagra (+34:30).
- UTV: La etapa fue ganada por el ruso Maganov Ravil, mientras que el chino Mao Ruijin se perdió, consumiendo la gran ventaja que le permitía liderar la general con comodidad. Como nuevo líder de la general se ubicó el brasileño Leandro Torres, aventajando comodamente a Ruijin (+2:34:04) -que al perderse sufrió una penalización de casi dos horas- y poco más atrás al chino Li Dongsheng (+2:47:25). Bastante más atrás quedaron Ravil (+5:51:47) y el chino Wang Fujiang (+7:24:36).

### Etapa 6

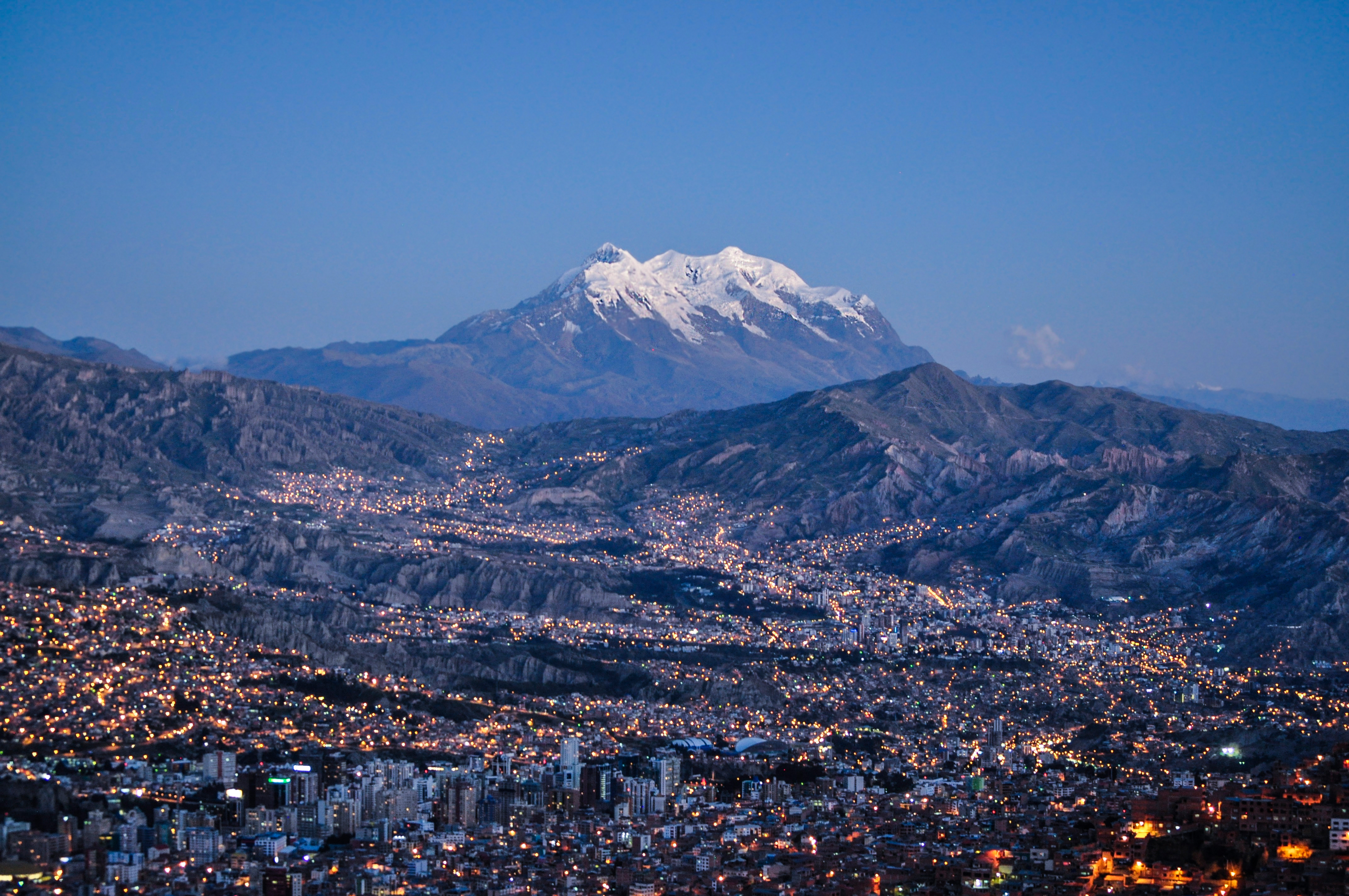
La Paz (3200-4000 m), capital de Bolivia, a los pies del cerro Illimani.

La sexta etapa fue cancelada por la degradación del terreno que debían atravesar los corredores, debido a varios días de lluvias. La organización tomó la decisión de que los vehículos se dirigieran directamente desde Oruro a La Paz, sede de gobierno de Bolivia, por la autopista que une ambas ciudades. La distancia entre las dos ciudades es de 228 km, que pueden ser completados en algo menos de dos horas. Entre los puntos cancelados del trayecto se encuentra el Lago Titicaca. La Paz es una ciudad que tiene una altitud promedio de 3600 m s. n. m., pero que varía desde 3200 metros en los barrios más bajos hasta 4000 metros en los barrios más altos. En La Paz, los conductores y sus equipos descansaron el día 8 de enero, para emprender la séptima etapa el 9 de enero.

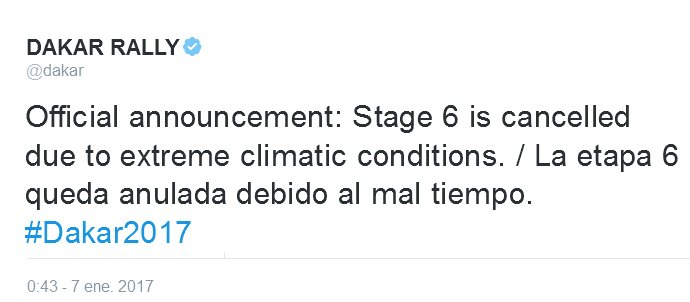
Tuit de los organizadores cancelando la etapa 6.

La etapa 6 estaba programada para correrse el 7 de enero, con largada en Oruro y llegada en La Paz, sede de gobierno de Bolivia. La distancia total era de 786 km, de los cuales 527 correspondían al tramo cronometrado, el más largo de toda la competencia; en el caso de los camiones la distancia total sería de 772 km y el tramo cronometrado de 513 km.
El circuito salía de Oruro (3710 m) regresando al Lago Poopó para iniciar el tramo cronometrado en la zona de Belén de Andamarca (3750 m) y Orinoca. Allí el circuito giraba 180 grados en dirección noroeste hacia el cruce con la Ruta 12, cerca de Toledo (3715 m), siguiendo hacia Lajma (3729 m) y Curahuara (3895 m), girando hacia el este hasta llegar cerca de Patacamaya (3.800 m). Un nuevo giro elevaba el circuito a su punto más alto superando los 4.400 metros cerca de Corocoro (4020 m), enfilando hacia la frontera con Perú, pasando cerca de Cañaviri y luego Santiago de Machaca (3890 m), finalizando el tramo cronometrado en Guaqui (3822 m), a orillas del Lago Titicaca y a solo 20 km de la frontera con el Perú. De allí los vehículos debían seguir casi 100 km y pasar por El Alto, antes de llegar finalmente a La Paz.

### Etapa 7

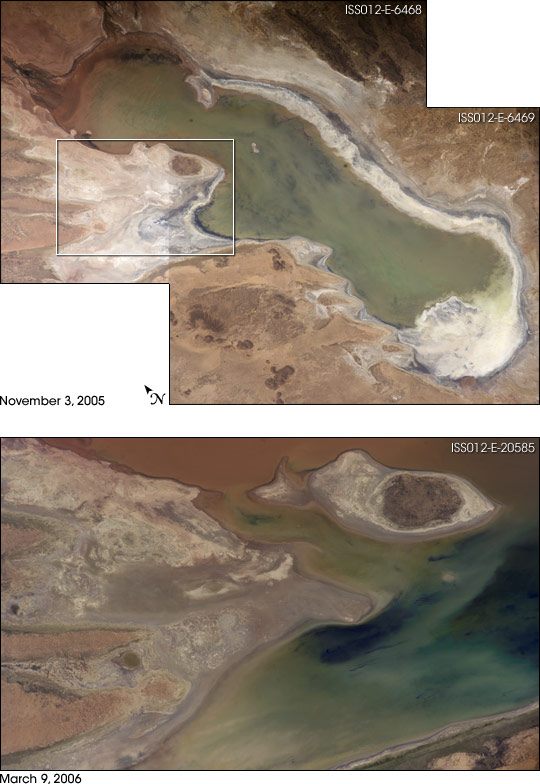
Imágenes del Lago Poopó, evaporado en 2015. En su borde occidental se encuentran las poblaciones de Orinoca y Belén de Andamarca, puntos de largada y llegada respectivamente del tramo cronometrado de la etapa 7.

La séptima etapa se disputó el 9 de enero, con largada en La Paz (3600 m) y llegada en Uyuni (3670 m). Los organizadores debieron modificar completamente el circuito programado, debido a la persistencia de las malas condiciones climáticas. El kilometraje total de la etapa fue aumentado de 622 kilómetros a 801, mientras que el kilometraje cronometrado fue reducido de 322 km a 161 km. Se trató de una etapa maratón, lo que significa que los corredores no pudieron recurrir a sus equipos técnicos hasta el día siguiente.
El circuito original salía de La Paz regresando a Oruro por la Ruta 1. Poco después, en el área de Toledo (3715 m), se había establecido la largada del tramo cronometrado, tomando dirección sudoeste por rutas arenosas hasta el borde del Salar de Coipasa (3657 m). Allí el circuito giraba 90° en dirección sudeste, bordeando el salar, pasando cerca la laguna cráter Jayu Kuta y bordeando el Salar de Uyuni, hasta la llegada del tramo cronometrado ubicada a escasos kilómetros de Uyuni. Los puntos más altos de la etapa llegaban hasta 3900 metros, al comienzo y al final del tramo cronometrado.
El nuevo circuito tuvo un enlace no competitivo de 400 km, saliendo de La Paz hasta Orinoca, punto desde el cual se largó el tramo cronometrado de 161 km. Orinoca es la ciudad natal del presidente de Bolivia Evo Morales, quien personalmente dio la largada para las motos. El tramo cronometrado se corrió en el área de dunas que se encuentra entre el desaparecido Lago Poopó (3686 m) y el Salar de Coipasa (3657 m), con largada en Orinoca (3788 m) y llegada en Belén de Andamarca (3750 m). Desde allí los vehículos debieron continuar por un enlace no competitivo de 240 kilómetros, siguiendo la ruta 30, hasta llegar a Uyuni (3670 m). Motos y Quads sufrieron principalmente el intenso frío imperante en la mañana.
- Coches: La etapa fue ganada por el francés Stéphane Peterhansel, seguido de cerca por su compatriota Sebastien Loeb. Ambos pilotos de Peugeot consolidaron así su posición en la punta de la general, con Loeb segundo, a solo +1:57. Alejados de la dupla puntera quedaron el español Nani Roma (+11:07), con Toyota y Cyril Despres (+14:01). Quinto lejos quedó Mikko Hirvonen (+47:24),  y más lejos aún se ubicó sexto Giniel de Villliers (+1:11:44), seguido de cerca por el argentino Orly Terranova (+1:16:06) y el polaco Jakub Przygonski (+1:18:02). Los demás corredores quedaron a más de dos horas de la punta.
- Motos: La etapa la ganó el estadounidense Ricky Brabec, sin modificar las posiciones en la general, liderada por el británico Sam Sunderland, que amplió su ventaja sobre el chileno Pablo Quintanilla (+17:45), siendo tercero el francés Adrien Van Beveren (+22:16), cuarto el español Gerard Farres Guell (+28:36), quinto el austríaco Matthias Walkner (+34:17) y sexto el francés Xavier de Soultrait (+44:33). Todos los demás pilotos quedaron a más de una hora de la punta.
- Quads: La etapa la ganó el ruso Serguéi Kariakin, quien así retomó la punta en la general. Solo tres corredores se mantienen cerca: el francés Simon Vitse (+1:30), el francés Axel Dutrie (+5:20) y el chileno Ignacio Casale (+15:58). Bastante más lejos se ubicó en quinto lugar el argentino Pablo Copetti (+1:48:10) y todos los demás competidores quedaron a más de dos horas de la punta.
- Camiones: La etapa la ganó el ruso Dmitry Sotnikov que así se ubicó segundo en la general, a +2:11 del neerlandés Gerard De Rooy con Iveco, que se mantuvo a la cabeza de la general. Tercero cerca se ubicó Eduard Nikolaev (+5:57). Un poco más lejos se ubicó cuarto Airat Mardeev (+20:12) y quinto quedó el argentino Federico Villagra (+33:42), quien recuperó un lugar superando al neerlandés Pascal De Baar (+37:18). Algo más atrás se ubicó séptimo Hans Stacey (+46:15), con Anton Shibalov (+46:37) pisándole los talones y Pieter Versluis (+56:40) siguiéndolos. Todos los demás quedaron a más de una hora y media de la punta.
- UTV: La etapa fue ganada nuevamente por el ruso Maganov Ravil sin modificar las posiciones en la general: primero el brasileño Leandro Torres, con una amplia ventaja sobre el chino Mao Ruijin (+2:33:25), a quien lo sigue cerca el chino Li Dongsheng (+2:43:13). Más lejos se ubican Ravil (+5:46:48) y el chino Wang Fujiang (+7:24:05), último competidor en carrera, en esta categoría.

### Etapa 8

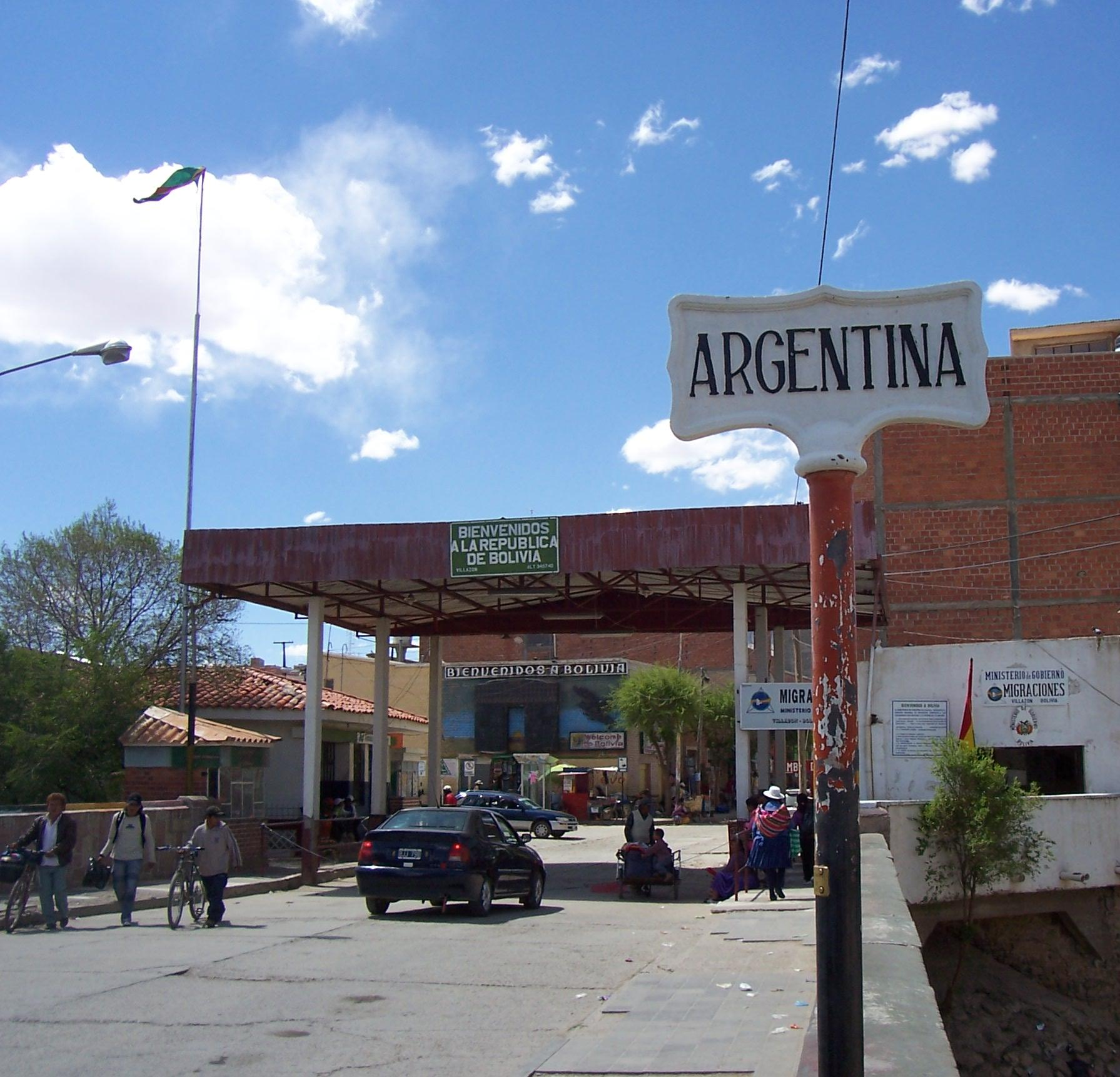
Los vehículos regresaron a la Argentina por el puente internacional Horacio Guzmán (3400 m) que une las ciudades de Villazón (Bolivia) y La Quiaca (Argentina).

La octava etapa se corrió el 10 de enero, con largada en Uyuni (Bolivia) y llegada en Salta (Argentina). Los vehículos recorrieron una distancia total de 892 km, de los cuales 492 debían ser cronometrados, pero las lluvias en Bolivia obligaron a recortar el tramo cronometrado a disputarse en ese país, quedando así reducido a 417 km (171 km en Bolivia y 246 en Argentina).
Con las modificaciones del recorrido realizadas el 10 de enero, el circuito estableció la salida en Uyuni (3670 m) en dirección sur por la Ruta 5, largando el tramo cronometrado poco después en dirección a Tupiza (2850 m), como estaba programado. Pero los últimos 73 kilómetros en territorio boliviano fueron neutralizados. Motos, coches, Quads y UTVs, siguieron desde Tupiza hasta la frontera por la Ruta 14, donde iniciaron un segundo tramo cronometrado de 246 kilómetros en territorio argentino. Los camiones, en cambio, finalizaron el tramo cronometrado en Tupiza y desde allí circularon por enlace, directamente hacia Salta, por las rutas 14 boliviana y 9 argentina. La entrada a la Argentina volvió a realizarse por la provincia de Jujuy (La Quiaca, 3442 m), siempre en el Altiplano. Para coches, motos, Quads y UTVs, el segundo tramo cronometrado, comenzó poco después de La Quiaca, girando hacia el oeste. Pasó primero por Santa Catalina (3770 m), allí giró hacia el sur y recorrió luego el Departamento Rinconada, girando hacia el este en Mina Pirquitas (4120 m) y atravesando varias dunas, para establecer la llegada del tramo cronometrado en la zona de Abra Pampa (3507 m), en el borde del Altiplano. Los vehículos abandonaron entonces el Altiplano luego de haber permanecido en él durante seis días, bajando por la Ruta Nacional 9, que sigue el curso de la Quebrada de Humahuaca, pasando por Humahuaca (3012 m), Tilcara (2465 m), Maimará (2390 m),  Volcán (2084 m) y San Salvador de Jujuy (1259 m), para llegar finalmente a Salta (1187 m).

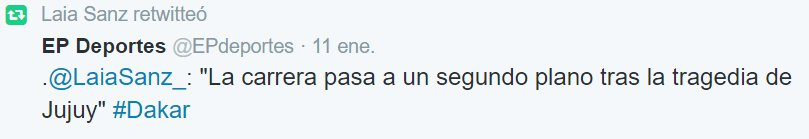
Tuit de Laia Sanz ante la tragedia de Jujuy.

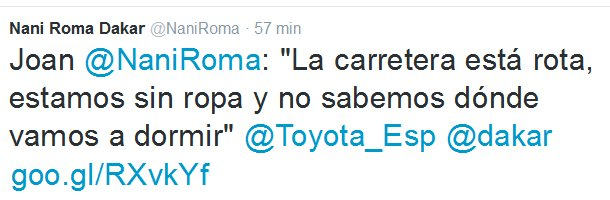
Tuit de Nani Roma al quedar varado en la Quebrada de Humahuaca sobre la Ruta 9, luego del trágico alud en Jujuy, sin poder acceder al vivac de Salta.

A media tarde las lluvias produjeron un trágico alud de lodo, agua y piedras en la zona de Volcán, Bárcena y Humahuaca, que causó la muerte de dos personas, cientos de evacuados y cortó la Ruta 9, por la que debían transitar los vehículos hacia Salta, luego de finalizado el tramo cronometrado. Muchos corredores debieron ser entonces desviados a San Antonio de los Cobres por las rutas 52 y 40, mientras el gobierno declaraba al área como "zona de desastre".
- Coches: La etapa la ganó Sebastien Loeb, quien así retomó la punta de la general, seguido de cerca por el Stéphane Peterhansel (+01:38). Al tercer lugar de la general subió Cyril Despres (+17:17), conformando así un podio de franceses y Peugeot. El español Nani Roma (+23:36), con Toyota, quedó relegado al cuarto lugar. Quinto lejos se mantuvo Mikko Hirvonen (+53:41), y más lejos aún se ubicó sexto Giniel de Villliers (+1:21:44), seguido de cerca por el argentino Orly Terranova (+1:26:47) y algo más atrás el polaco Jakub Przygonski (+1:42:18). Los demás corredores quedaron a más de dos horas de la punta.
- Motos: La etapa la ganó el español Joan Barreda Bort, sin modificar las tres posiciones que lideran la general, con el británico Sam Sunderland a la cabeza, que volvió a ampliar su ventaja sobre el chileno Pablo Quintanilla (+20:58), que a su vez amplió también su ventaja sobre el tercero, el francés Adrien Van Beveren (+28:49). Al cuarto lugar se adelantó el austríaco Matthias Walkner (+34:14), desplazando por pocos segundos al español Gerard Farres Guell (+34:24). Sexto se mantuvo, aunque algo más lejos, el francés Xavier de Soultrait (+50:10). Todos los demás pilotos quedaron a más de una hora de la punta.
- Quads: La etapa la ganó el chileno Ignacio Casale, mientras que debió abandonar el francés Simon Vitese, que estaba segundo en la general. Con estos resultados el ruso Serguéi Kariakin se consolidó en la punta, con una ventaja que no admite errores significativos sobre el francés Axel Dutrie (+6:57). Tercero cerca quedó Ignacio Casale (+10:19). Bastante más lejos se subió al cuarto lugar el argentino Daniel Mazzucco (+2:01:13) con Can-Am 4x4 (subcategoría clase 2 de Quads), seguido de cerca por el argentino Pablo Copetti (+2:05:13). Todos los demás competidores quedaron a más de dos horas y media de la punta.
- Camiones: En la categoría más disputada y en una etapa abreviada, ganó el neerlandés Martin van den Brink. La punta de la general, con tres vehículos en menos de dos minutos y medio, volvió a cambiar de mano, quedando ahora en poder del ruso Dmitry Sotnikov con Kamaz, seguido de muy cerca por el ruso Eduard Nikolaev (+1:46) y el neerlandés Gerard De Rooy con Iveco (+2:20). El argentino Federico Villagra (+29:06) subió al cuarto lugar, tomando una ventaja apreciable sobre el neerlandés Pascal De Baar (+45:34). Algo más atrás se ubicó sexto Pieter Versluis (+57:56), que subió dos lugares. Todos los demás quedaron a más de una hora y media de la punta.
- UTV: La etapa fue ganada por el chino Li Dongsheng, quien así se ubicó segundo en la general, en la que el brasileño Leandro Torres continúa con una amplia ventaja de más de dos horas. Mao Ruijin (+2:36:18) quedó tercero, a una hora de Dongsheng (+1:35:12). Mucho más lejos se ubican el ruso Maganov Ravil (+4:59:33) y el chino Wang Fujiang (+6:59:46).

### Etapa 9

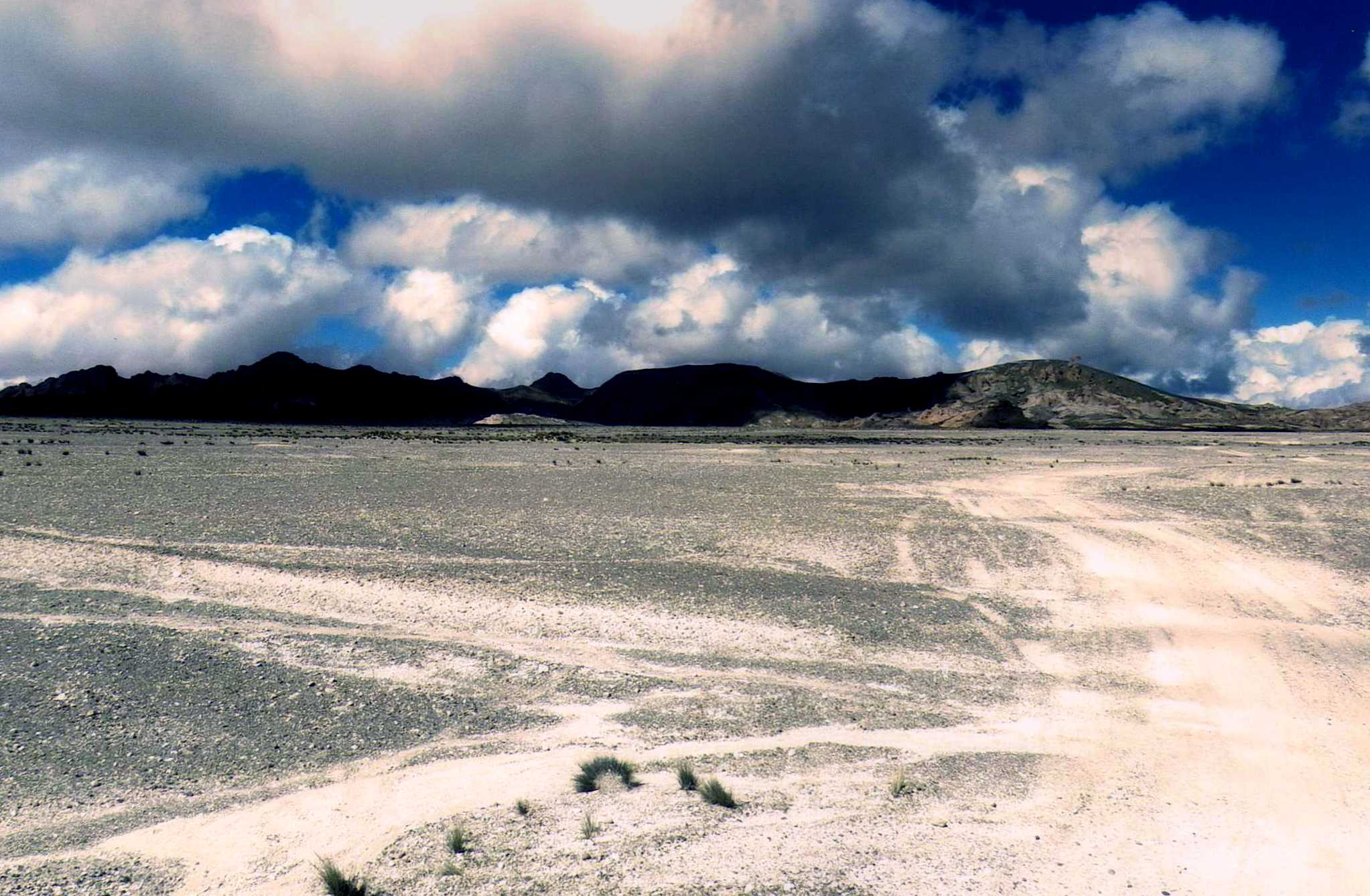
Arenales característicos de la provincia de Catamarca. Por su grado de dificultad la etapa catamarqueña era considerada la más importante de todo el rally. Debió suspenderse porque las lluvias cortaron la ruta que llevaba a Salta y muchos corredores no pudieron llegar al vivac de la etapa anterior.

La novena etapa debía correrse el 11 de enero, con largada en Salta y llegada en Chilecito, pero la organización de la carrera decidió cancelarla debido a los retrasos que sufrieron los corredores para completar la etapa 8, a causa del trágico alud en la provincia de Jujuy que cubrió la Ruta 9 e impidió que una parte de los competidores pudieran llegar a Salta y tuvieran que dirigirse a San Antonio de los Cobres. Por dicha razón, se dispuso que el día 11 de enero todos los vehículos transitaran por las rutas más apropiadas, según el punto en el que quedaron varados, para reunirse finalmente en Chilecito, desde donde largar la décima etapa.
La etapa 9 era considerada por los organizadores como "la más importante" de todo el rally, debido a que transitaba en forma prácticamente completa fuera de pista. De este modo las altas exigencias de manejo y navegación de la etapa, podían influir decisivamente en los liderazgos definitivos.

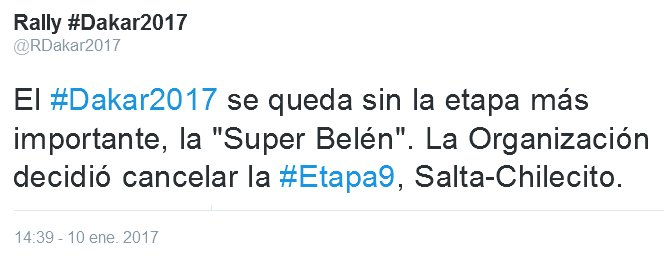
Tuit de los organizadores cancelando la etapa 9.

Según el programa original, los vehículos debían recorrer en esta etapa una distancia total de 977 km -la más larga de la competencia-, de los cuales 496 serían cronometrados. La etapa había sido denominada por la organización del Dakar como "la súper Belén", debido a las gigantescas dunas del Tucumanao, al pie del pueblo de Belén, en la provincia de Catamarca. El circuito salía de la ciudad de Salta en dirección sur, hasta ingresar a la provincia de Catamarca, donde se disputaría la totalidad del tramo cronometrado, con largada cerca de Pie de Médano, sobre la Ruta Nacional 40, en la Cordillera de los Andes. Luego de pasar por Paloma Yaco, Hualfín y Cóndor Huasi, el circuito llegaba a Belén e ingresaba a las dunas del Tucumanao, recorriéndolas de manera zizagueante fuera de pista, resultando por lo tanto crucial la navegación, hasta finalizar el tramo cronometrado en Cerro Negro, poco antes de ingresar a la provincia de La Rioja. Los vehículos continuarian luego por la Ruta 40 hasta Chilecito.

### Etapa 10

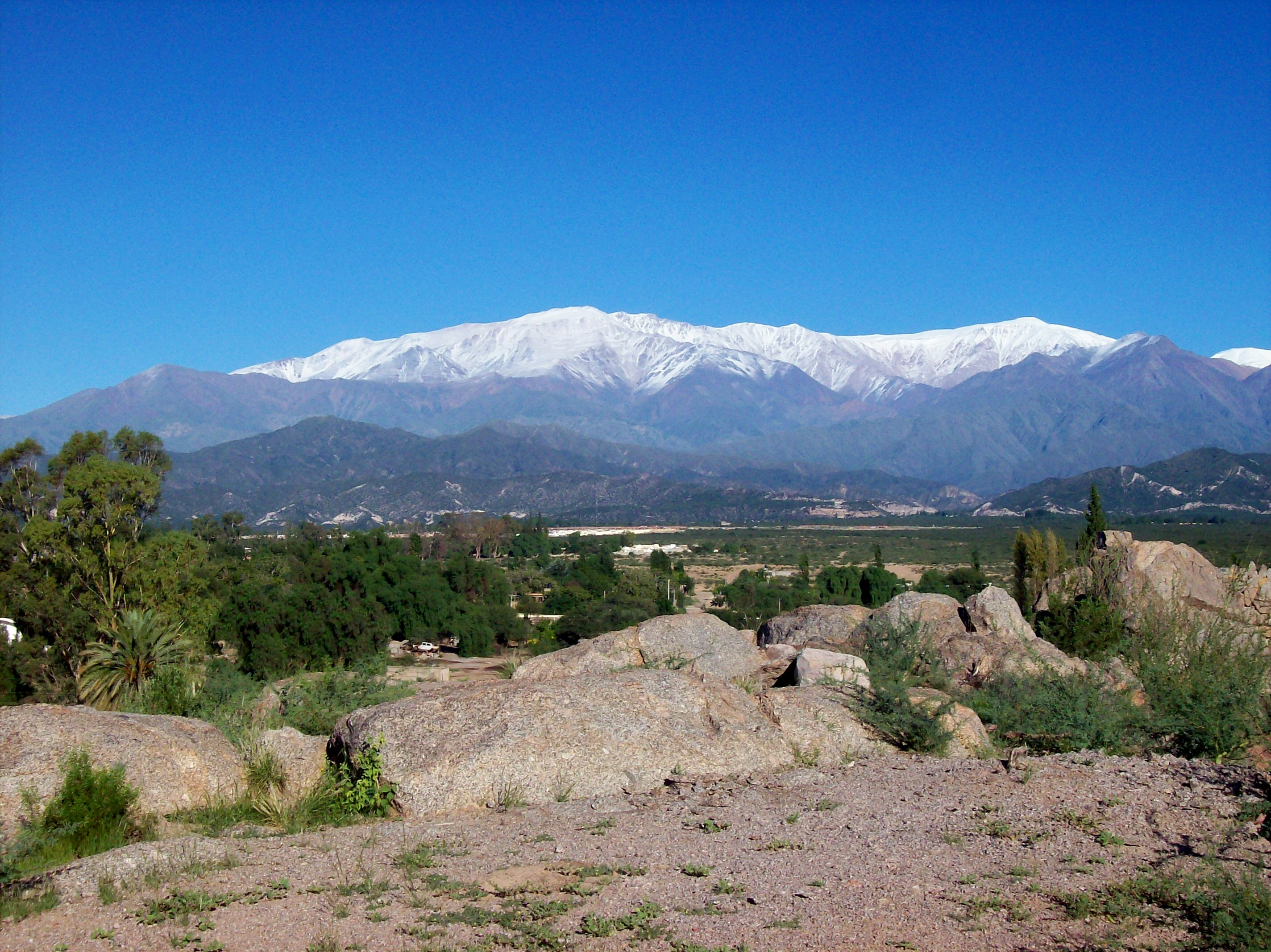
Nevado de Famatima visto desde Chilecito. Los corredores atravesaron la sierra para dar inicio al primer tramo cronometrado de la etapa 10.

La décima etapa se corrió el 12 de enero, con largada en Chilecito (La Rioja) y llegada en la ciudad de San Juan, capital de la provincia del mismo nombre. Los vehículos recorrieron una distancia total de 751 km, de los cuales 449 fueron cronometrados.
El circuito tuvo su salida en la ciudad de Chilecito y contó con dos tramos cronometrados: el primero dentro de la provincia de La Rioja y el segundo dentro de la provincia de San Juan. Los vehículos salieron de Chilecito (1080 m) y cruzaron el Nevado de Famatina por la Cuesta de Miranda, famosa por sus 400 curvas y por subir 1.500 metros en 12 kilómetros. La largada del tramo cronometrado riojano estuvo ubicada cerca de Vinchina (1450 m), tomando hacia el sur y pasando por Villa Castelli (1333 m), Villa Unión (1155 m) y Alto Jague (1860 m), alcanzando un pico de altura de 3100 metros, para finalizar en Guandacol (1055 m), casi en la frontera con San Juan, en el borde del Parque nacional Talampaya. Los vehículos ingresaron a la provincia de San Juan por un tramo neutralizado de unos 80 kilómetros, por la Ruta Nacional 40, hasta la zona de Huaco, en la Ruta Nacional 150. Cerca de allí se realizó la largada del segundo tramo cronometrado, siguiendo primero una dirección norte-sur, atravesando el desierto de Mogna y luego ingresando al Departamento Albardón, donde los vehículos debieron recorrer una amplia zona desértica en dirección este, hasta la Sierra de Pie de Palo y vuelta en dirección oeste hasta la Ruta 40, para finalizar la etapa cronometrada, a 20 kilómetros de la ciudad de San Juan. Luego de varios días de frío intenso, las temperaturas en el desierto sanjuanino superaron los 36º a la sombra. El área en el que debieron competir los vehículos es abundante en arena en estado fesh-fesh, similar al barro pero extremadamente volátil. Por otra parte la ruta tiene partes rectilíneas de grava y piedras, que permiten alcanzar altas velocidades.
- Coches: La etapa la ganó Stéphane Peterhansel, luego de que la organización le restituyera el tiempo de demora por haberse detenido a socorrer al motociclista esloveno Simon Marcic, que había sido embestido por el piloto francés, causándole una fractura expuesta de tibia y peroné.[34] Peterhansel volvió de este modo a recuperar el liderazgo de la general y amplió considerablemente su ventaja sobre Sebastien Loeb (+05:50). Cyril Despres mantuvo su tercer lugar (+25:40), buscando asegurar el podio para los tres pilotos franceses y Peugeot, cuando virtualmente queda una sola etapa para finalizar la carrera. El español Nani Roma (+1:00:55), con Toyota, mantuvo su cuarta ubicación, pero mucho más relegado. Ante el retraso de más de 4 horas del finlandés Mikko Hirvonen, que chocó contra un camión, el quinto lugar lo tomó la Toyota de Giniel de Villliers (+1:42:54), seguido de cerca por el argentino Orly Terranova (+1:45:21) con MINI. Los demás corredores quedaron a más de tres horas de la punta.
- Motos: La etapa la ganó el español Joan Barreda Bort y tuvo como hecho destacado el abandono del chileno Pablo Quintanilla, que hasta ese momento marchaba segundo en la general, luego de que sufriera una caída y golpeara con su cabeza perdiendo el conocimiento.[35] Con estos resultados el británico Sam Sunderland consolidó su posición a la cabeza de la general, ampliando su ventaja sobre el segundo a media hora, posición en la que se ubicó el austriaco Matthias Walkner (+30:01) luego de subir dos lugares en la etapa. Tercero se ubicó el español Gerard Farres Guell (+38:43), seguido de cerca por el francés Adrien Van Beveren (+41:57). En quinto lugar se ubicó el español Joan Barreda Bort (+53:47), seguido del francés Pierre Renet (+55:24). Las demás motos se ubicaron a más de una hora de la punta.
- Quads: La etapa la ganó el ruso Serguéi Kariakin, obteniendo así por primera vez una ventaja importante como líder de la general. El chileno Ignacio Casale (+21:05) subió a la segunda posición, superando al francés Axel Dutrie (+3:06:51), que perdió casi dos horas y quedó en tercera posición, pero cerca del argentino Pablo Copetti (+3:34:21), que subió a su vez al cuarto puesto debido al abandono del argentino Daniel Mazzucco, quedando en quinto lugar el argentino Santiago Hansen (+4:13:43). Todos los demás competidores quedaron a más de cinco horas y media de la punta.
- Camiones: En la categoría más disputada, el ruso Eduard Nikolaev con Kamaz, obtuvo una victoria muy importante al ganar con solvencia la etapa y subir a la primera posición de la general, con una luz de ventaja sobre su compatriota Dmitry Sotnikov (+05:15), también con Kamaz. El neerlandés Gerard De Rooy con Iveco (+24:17), perdió varios minutos que lo alejaron de la lucha por la punta, manteniendo el tercer lugar. Algo similar le pasó al argentino Federico Villagra (+57:47) con Iveco, manteniendo su ventaja sobre el neerlandés Pascal De Baar (+1:18:47) en quinto lugar y el neerlandés Pieter Versluis (+1:32:03), en sexto lugar. Todos los demás quedaron a más de dos horas de la punta.
- UTVs: La etapa fue ganada por el chino Wang Fujiang, seguido del ruso Maganov Ravil. Hasta la medianoche local no había datos oficiales sobre la situación de los otros tres competidores, que se encontraban muy retrasados y sin haber registrado su paso por los últimos puntos de observación. Al día siguiente la organización del Dakar publicó datos incompletos, informando que el brasileño Leandro Torres seguía como líder de la general con más de 2 horas de ventaja sobre el ruso Ravil (+2:45:28) y el chino Fujiang (+4:02:36).[36] Algunos medios brasileños, sin embargo, publicaron que Torres había perdido el liderazgo de la general, quedando en tercer puesto, detrás de Ravil y Fujiang.[37] Sobre la situación de los dos restantes competidores en carrera, los chinos Li Dongsheng y Mao Ruijin, la página web oficial solo anunció por la mañana del día 13 de enero que ambos habían largado la etapa 11.

### Etapa 11

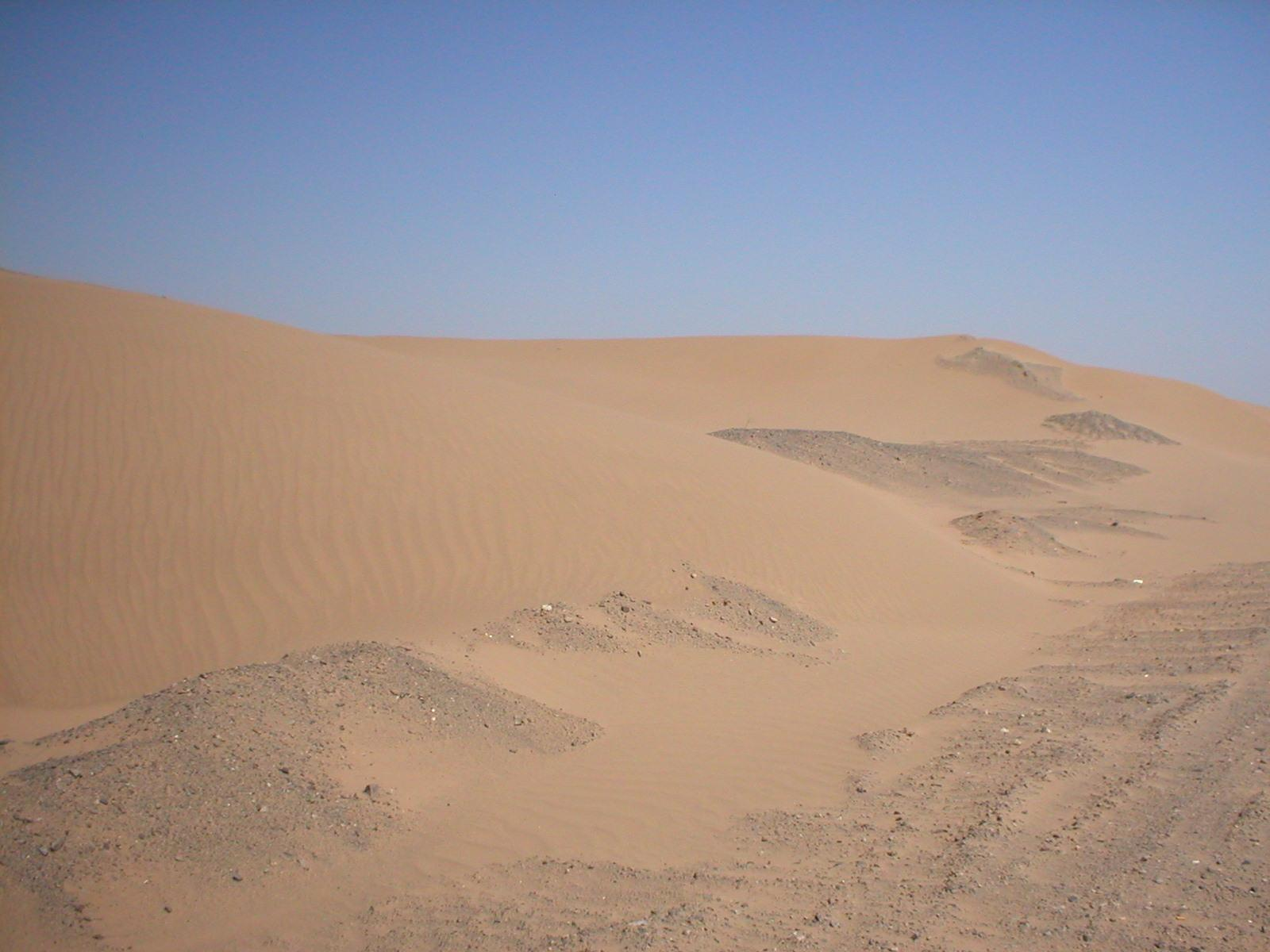
Los Médanos Grandes, al sudeste de la provincia de San Juan, donde se realizará la largada del primer tramo cronometrado de la etapa 11.

La undécima etapa se corrió el 13 de enero, con largada en la ciudad de San Juan y llegada en la ciudad de Río Cuarto (provincia de Córdoba). Los vehículos recorrieron una distancia total de 759 km, de los cuales 292 fueron cronometrados. Virtualmente se trató de la última etapa competitiva, ya que la competencia al día siguiente se reduce a solo 64 km.
El circuito salió de la ciudad de San Juan y tuvo dos tramos cronometrados: el primero dentro de la provincia de San Juan y el segundo dentro de la provincia de Córdoba. Entre ambos tramos, los vehículos recorrieron una ruta neutralizada por las provincias de La Rioja y San Luis. La largada del primer tramo cronometrado se realizó en la zona de Vallecito, recorriendo los Médanos Grandes -una zona de dunas de 2000 km²-, pasando por Bermejo y finalizando en la frontera con la provincia de La Rioja. Allí los vehículos cumplieron un tramo neutralizado, primero por la ruta 141, pasando por Chepes, y luego por la ruta 79, pasando por Ulapes, hasta ingresar a la provincia de San Luis, dirigiéndose a la ciudad turística de Merlo (845 m s. n. m.). Allí los vehículos emprendieron la subida de la Sierras de Comechingones -denominación europea del pueblo originario hênia-kamiare que vivía en la zona-, pasando por el Mirador del Sol (1450 mnsm), hasta llegar al punto llamado Filo de las sierras (2140 m s. n. m.), donde se encuentra la frontera con la provincia de Córdoba. Allí se largó el segundo tramo cronometrado (DSS2), trazado entre caminos serranos caracterizados por sus piedras gigantes llamadas mogotes, abundantes pastizales, huellas rocosas sobre cuarzo, complejos cruce de ríos y un bosque de espinillos muy cerrado en las laderas. El tramo cronometrado recorrió longitudinalmente las sierras en dirección norte-sur, pasando primero por el área de Río de los Sauces, hasta descender por Alpa Corral (900 m s. n. m.), cerca de donde se ubicó la llegada, continuando luego los vehículos unos pocos kilómetros más hasta Río Cuarto (452 m s. n. m.), ya en la pampa.
- Coches: Sebastien Loeb ganó la etapa, pero sus resultados prácticamente no modificaron las principales posiciones en la general. Stéphane Peterhansel defendió bien su liderazgo y la ventaja sobre Loeb (+5:32), mientras que Cyril Despres hizo lo propio con su tercer lugar (+32:54). De este modo solo una catástrofe podría impedir que en los 64 km cronometrados de la siguiente y última etapa, los tres pilotos franceses de Peugeot conformen el podio de la categoría en ese orden. También defendieron sus respectivas posiciones el español Nani Roma (+1:15:41) con Toyota, en la cuarta ubicación, el francés Giniel de Villliers con Toyota (+1:49:37), en la quinta ubicación, y el argentino Orly Terranova (+1:51:40) con MINI, en la sexta ubicación, quien pese a lograr una leve ventaja, no logró despegarse lo suficiente de De Villiers para descontar los 3 minutos de ventaja que le llevaba. Séptimo se ubicó el polaco Jakub Przygonski (+04:12:58), octavo el francés Romain Dumas (+4:22:42), noveno el sudafricano Conrad Rautenbach (+4:39:32) y décimo el catarí Mohamed Abu Issa (+4:50:50). Las diferencias de tiempo entre los diez líderes indicaban que existían pocas probabilidades que esta ubicación se modificara en el corto tramo cronometrado de 64 km de la etapa final del día siguiente.
- Motos: La etapa la ganó el español Joan Barreda Bort, sin afectar las posiciones de los dos líderes de la general, que cuidaron su ubicación sin arriesgar de más. El británico Sam Sunderland mantuvo su ventaja en la general sobre el austriaco Matthias Walkner (+33:09). En la lucha por el tercer puesto, el francés Adrien Van Beveren (+38:10) logró acceder inicialmente al podio provisorio, al superar por apenas 12 segundos al español Gerard Farres Guell (+37:22), pero posteriormente una penalización de un minuto volvió a postergarlo, quedando 48 segundos atrás; aunque sólo restaban 64 kilómetros de competencia cronometrada, la ventaja podría ser revertida en la última etapa. El español Joan Barreda Bort (+47:31) mantuvo el quinto lugar, con suficiente luz sobre Gonçalves (+52:46) y el francés Pierre Renet (+56:01). La decena de corredores líderes potencialmente premiados se completa con el argentino Franco Caimi (+1:40:53) en el octavo lugar, el portugués Hélder Rodrígues (+02:00:46) en el noveno lugar y el portugués Joaquim Rodrígues (+2:20:53), en décimo lugar, este último con una ventaja mínima sobre el boliviano Juan Carlos Salvatierra (+2:21:35) y el checo Ondrej Klymciw (+2:22:00), que podrían descontarse en los 64 km cronometrados de la última etapa.
- Quads: La etapa la volvió a ganar con solvencia el joven piloto ruso Sergey Karyakin aumentando aún más su ventaja en la general sobre el segundo, el chileno Ignacio Casale (+1:16:24). La sorpresa de la etapa fue el argentino Pablo Copetti (+4:21:06), quien logró acceder al tercer lugar del podio, al descontar la media hora de ventaja que le llevaba el francés Axel Dutrie (+5:45:04), cuando este se atrasó casi dos horas al perder una rueda de su quad. Dutrie también fue superado por el polaco Rafak Sonik (+5:33:01), quien quedó cuarto. Sexto quedó el francés Bruno da Costa (+05:57:32), séptimo el argentino Santiago Hansen (+5:58:00), octavo el paraguayo Nelson Sanabria Galeano (+6:12:07), noveno el argentino Daniel Domaszewski (+6:18:36) y décimo el polaco Kamil Wiśniewski (+8:05:02). Salvo la lucha por el sexto puesto entre Da Costa y Hansen, separados por solo 28 segundos, los demás no tenían demasiadas probabilidades de avanzar un puesto en los escasos 64 km del tramo cronometrado de la última etapa, salvo un imprevisto excepcional.
- Camiones: El ruso Eduard Nikolaev con Kamaz, obtuvo su segunda etapa consecutiva para distanciarse definitivamente de sus seguidores en la punta de la general. Las cuatro principales posiciones de la general no variaron: segundo su compatriota Dmitry Sotnikov (+17:09), también con Kamaz; tercero el neerlandés Gerard De Rooy con Iveco (+38:58); cuarto el argentino Federico Villagra (+58:39) también con Iveco. Los neerlandeses Pascal De Baar y Pieter Versluis, que venían en quinta y sexta ubicación de la general, registraron grandes demoras y quedaron relegados al puesto 20 y ºº respectivamente. Sus posiciones fueron ocupadas por el ruso Ayrat Mardeev (+2;26:17) y el búlgaro Aleksandr Vasilevski (+2:32:20). Detrás se ubicaron séptimo el checo Aleš Loprais (+3:03:41), octavo el japonés Teruhito Sugawara (+3:11:44), noveno el neerlandés Hans Stacey (+3:42:06) y décimo el checo Martin Macik (+3:52:37). Las diferencias hacía improbable que pudieran ser modificadas en el breve tramo cronometrado de la etapa 12.
- UTVs: El brasileño Leandro Torres ganó la etapa y con una diferencia de más de dos horas sobre el segundo, virtualmente se aseguró el triunfo en la general, hecho histórico para el rally brasileño.

### Etapa 12

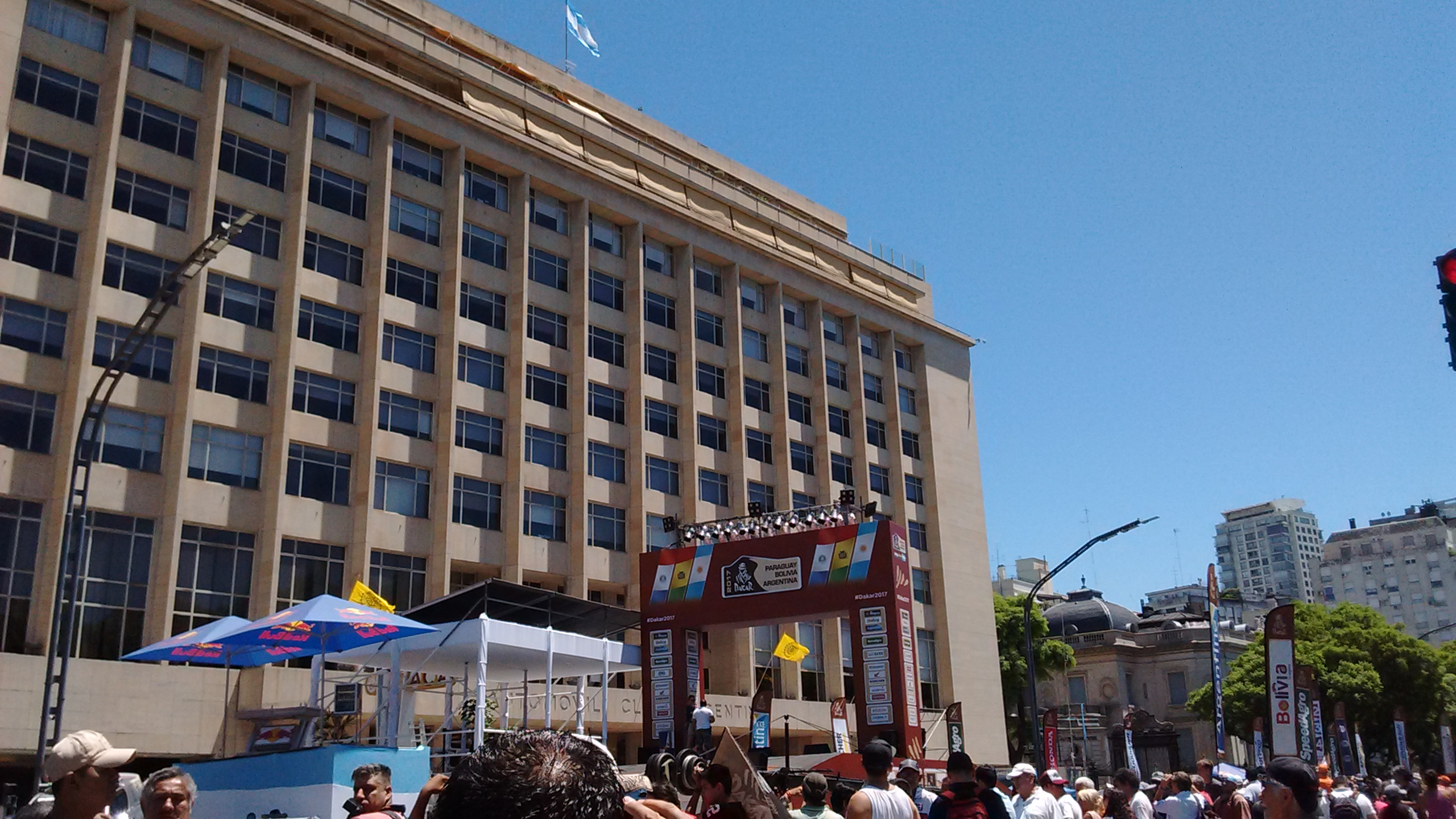
Podio de llegada ante la sede central del Automóvil Club Argentino en Buenos Aires.

La duodécima y última etapa se corrió el 14 de enero, con largada en la ciudad de Río Cuarto (Córdoba) y llegada en la ciudad de Buenos Aires, capital de la Argentina. Los vehículos recorrieron una distancia total de 785 km, pero solo 64 fueron cronometrados.
El circuito cronometrado fue un breve giro de 64 kilómetros que salió de Río Cuarto y volvió a Río Cuarto donde finalizó la carrera. A partir de allí los corredores se dispusieron en las siguientes horas a atravesar la pampa, pasando por varias ciudades argentinas importantes, entre ellas Villa María y Rosario, hasta llegar a Buenos Aires, donde se alzó el podio frente al Automóvil Club Argentino. Las reglas del Dakar indican que los tres primeros ganadores integran el podio, que los cinco primeros reciben premios en dinero y que los diez primeros reciben trofeos.
- Coches: Como se esperaba no hubo modificaciones en el corto tramo cronometrado de la etapa 12. Sebastien Loeb volvió a ganar la etapa, pero sus resultados no modificaron las posiciones de la general. De este modo Stéphane Peterhansel, conocido como Mr. Dakar, acompañado por el navegante Jean Paul Cottret, volvió a consagrarse campeón, llegando a su décima tercera victoria (siete en moto y seis en coche), desde que compitió por primera vez en 1988. Detrás de él Sebastien Loeb (+5:13) y Cyril Despres (+33:28), completaron el podio con tres pilotos franceses de Peugeot. Cuarto y quinto se ubicaron el español Nani Roma (+1:16:43) con Toyota y el francés Giniel de Villliers (+1:49:48), también con Toyota. Sexto salió el argentino Orly Terranova (+1:52:31) con MINI, séptimo el polaco Jakub Przygonski (+4:14:47), octavo el francés Romain Dumas (+4:24:01), noveno el sudafricano Conrad Rautenbach (+4:40:13) y décimo el catarí Mohamed Abu Issa (+4:53:30).
- Motos: La etapa tampoco modificó las posiciones generales de esta categoría, pero tuvo la peculiaridad de que la ganaron empatados el español Gerard Farres Guell y el francés Adrien Van Beveren, que disputaban el tercer lugar, separados por 48 segundos a favor del primero. Campeón resultó el británico residente en Dubái Sam Sunderland, en su tercera presentación en el Dakar y luego de dos abandonos. El podio lo completaron el austriaco Matthias Walkner (+32:00) y el español Gerard Farres Guell (+35:40). Los tres integrantes del podio utilizaron motos KTM. Cuarto y quinto salieron el francés Adrien Van Beveren (+36:28) con Yamaha y el español Joan Barreda Bort (+43:08) con Honda. Sexto fue el portugués Paulo Gonçalves  (+52:29), también con Honda, séptimo el francés Pierre Renet (+57:35) con Husqvarna, octavo el argentino Franco Caimi (+1:42:18) con Honda, noveno el portugués Hélder Rodrígues (+2:03:06) y décimo el portugués Joaquim Rodrígues (+2:19:37).
- Quads: La etapa la ganó el chileno Casale, pero solo tuvo importancia para definir el sexto puesto entre el francés Da Costa y el argentino Hansen, quedando finalmente para el primero por un solo segundo. Campeón se consagró el joven piloto ruso Sergey Karyakin con Yamaha, en su cuarta presentación en el Dakar, habiendo salido antes 7.º y 4.º. El podio lo completaron el chileno Ignacio Casale (+1:14:51) y el argentino Pablo Copetti (+4:20:19). Cuarto y quinto resultaron el polaco Rafak Sonik (+5:33:29) y el francés Axel Dutrie (+5:45:24). Sexto quedó el francés Bruno da Costa (+5:57:18), séptimo el argentino Santiago Hansen (+5:57:19), octavo el paraguayo Nelson Sanabria Galeano (+6:11:46), noveno el argentino Daniel Domaszewski (+6:39:45) y décimo el polaco Kamil Wiśniewski (+8:06:09).
- Camiones: Sin sorpresas en la general, el ruso Eduard Nikolaev con Kamaz, acompañado por los navegantes Evgeny Yakolev y Vladimir Rybakov, ganó su tercera etapa consecutiva y se consagró campeón del Dakar por tercera vez en once presentaciones. El podio lo completaron su compatriota Dmitry Sotnikov (+18:58), también con Kamaz y el neerlandés Gerard De Rooy con Iveco (+41:19). Cuarto y quinto salieron el argentino Federico Villagra (+1:00:04) con Iveco y el ruso Ayrat Mardeev (+2:26:50). Sexto fue el búlgaro Aleksandr Vasilevski (+2:34:57), séptimo el checo Aleš Loprais (+3:06:56), octavo el japonés Teruhito Sugawara (+3:18:36), noveno el neerlandés Hans Stacey (+3:44:56) y décimo el checo Martin Macik (+3:54:40). Las diferencias hacía improbable que pudieran ser modificadas en el breve tramo cronometrado de la etapa 12.
- UTVs: La etapa fue ganada por el ruso Ravil sin modificar las posiciones de la general, que solo fue completada por cinco vehículos, todos Polaris. Se consagró campeón el brasileño Leandro Torres, acompañado por el navegante Lourival Roldán, en su segunda participación consecutiva, haciendo historia por ser la primera vez que un brasileño gana un Dákar. El podio lo completaron el chino Wang Fujiang (+4:42:34) y el ruso Magnov Ravil (+6:05:35).

## Resultados de etapas

### Motos
| Etapa | Ganador de la etapa              | Tiempo    | Líder de la general |
| ----- | -------------------------------- | --------- | ------------------- |
| 1     | Juan Pedrero García (Sherco TVS) | 0:28:22   | Juan Pedrero García |
| 2     | Toby Price (KTM)                 | 2:37:32   | Toby Price          |
| 3     | Joan Barreda Bort (Honda)        | 4:23:41   | Joan Barreda Bort   |
| 4     | Matthias Walkner (KTM)           | 4:57:22   | Pablo Quintanilla   |
| 5     | Sam Sunderland (KTM)             | 2:21:51   | Sam Sunderland      |
| 6     | Cancelada                        | Cancelada | Sam Sunderland      |
| 7     | Ricky Brabec (Honda)             | 2:02:05   | Sam Sunderland      |
| 8     | Joan Barreda Bort (Honda)        | 4:28:21   | Sam Sunderland      |
| 9     | Cancelada                        | Cancelada | Sam Sunderland      |
| 10    | Joan Barreda Bort (Honda)        | 5:49:45   | Sam Sunderland      |
| 11    | Joan Barreda Bort (Honda)        | 3:16:57   | Sam Sunderland      |
| 12    | Adrien Van Beveren (Yamaha)      | 0:30:29   | Sam Sunderland      |

### Quads
| Etapa | Ganador de la etapa        | Tiempo    | Líder de la general |
| ----- | -------------------------- | --------- | ------------------- |
| 1     | Marcelo Medeiros (Yamaha)  | 0:32:53   | Marcelo Medeiros    |
| 2     | Pablo Copetti (Yamaha)     | 3:14:29   | Pablo Copetti       |
| 3     | Walter Nosiglia (Honda)    | 5:37:03   | Ignacio Casale      |
| 4     | Walter Nosiglia (Honda)    | 6:06:22   | Sergey Karyakin     |
| 5     | Kees Koolen (Barren Racer) | 2:57:43   | Simon Vitse         |
| 6     | Cancelada                  | Cancelada | Simon Vitse         |
| 7     | Sergey Karyakin (Yamaha)   | 2:32:49   | Sergey Karyakin     |
| 8     | Ignacio Casale (Yamaha)    | 5:26:46   | Sergey Karyakin     |
| 9     | Cancelada                  | Cancelada | Sergey Karyakin     |
| 10    | Sergey Karyakin (Yamaha)   | 6:52:43   | Sergey Karyakin     |
| 11    | Sergey Karyakin (Yamaha)   | 3:58:22   | Sergey Karyakin     |
| 12    | Ignacio Casale (Yamaha)    | 0:40:24   | Sergey Karyakin     |

### Coches
| Etapa | Ganador de la etapa            | Tiempo    | Líder de la general  |
| ----- | ------------------------------ | --------- | -------------------- |
| 1     | Nasser Al-Attiyah (Toyota)     | 0:25:41   | Nasser Al-Attiyah    |
| 2     | Sébastien Loeb (Peugeot)       | 2:06:55   | Sébastien Loeb       |
| 3     | Stéphane Peterhansel (Peugeot) | 4:18:17   | Sébastien Loeb       |
| 4     | Cyril Despres (Peugeot)        | 4:22:55   | Cyril Despres        |
| 5     | Sébastien Loeb (Peugeot)       | 2:24:03   | Stéphane Peterhansel |
| 6     | Cancelada                      | Cancelada | Stéphane Peterhansel |
| 7     | Stéphane Peterhansel (Peugeot) | 1:54:08   | Stéphane Peterhansel |
| 8     | Sébastien Loeb (Peugeot)       | 4:11:02   | Sébastien Loeb       |
| 9     | Cancelada                      | Cancelada | Sébastien Loeb       |
| 10    | Stéphane Peterhansel (Peugeot) | 4:47:00   | Stéphane Peterhansel |
| 11    | Sébastien Loeb (Peugeot)       | 3:21:15   | Stéphane Peterhansel |
| 12    | Sébastien Loeb (Peugeot)       | 0:28:55   | Stéphane Peterhansel |

### Camiones
| Etapa | Ganador de la etapa            | Tiempo    | Líder de la general  |
| ----- | ------------------------------ | --------- | -------------------- |
| 1     | Martin Kolomý (Tatra)          | 0:30:00   | Martin Kolomý        |
| 2     | Martín Van den Brink (Renault) | 2:37:08   | Martín Van den Brink |
| 3     | Eduard Nikolaev (Kamaz)        | 2:45:51   | Eduard Nikolaev      |
| 4     | Gerard De Rooy (Iveco)         | 4:55:55   | Dmitry Sotnikov      |
| 5     | Gerard De Rooy (Iveco)         | 2:39:12   | Gerard De Rooy       |
| 6     | Cancelada                      | Cancelada | Gerard De Rooy       |
| 7     | Dmitry Sotnikov (Kamaz)        | 1:41:35   | Gerard De Rooy       |
| 8     | Martín Van den Brink (Renault) | 1:55:20   | Dmitry Sotnikov      |
| 9     | Cancelada                      | Cancelada | Dmitry Sotnikov      |
| 10    | Eduard Nikolaev (Kamaz)        | 5:33:06   | Eduard Nikolaev      |
| 11    | Eduard Nikolaev (Kamaz)        | 3:56:47   | Eduard Nikolaev      |
| 12    | Eduard Nikolaev (Kamaz)        | 0:34:25   | Eduard Nikolaev      |

### UTV
| Etapa | Ganador de la etapa      | Tiempo    | Líder de la general |
| ----- | ------------------------ | --------- | ------------------- |
| 1     | Maganov Ravil (Polaris)  | 0:34:32   | Maganov Ravil       |
| 2     | Mao Ruijin (Polaris)     | 3:46:58   | Mao Ruijin          |
| 3     | Leandro Torres (Polaris) | 7:20:28   | Mao Ruijin          |
| 4     | Mao Ruijin (Polaris)     | 7:08:04   | Mao Ruijin          |
| 5     | Maganov Ravil (Polaris)  | 3:48:38   | Leandro Torres      |
| 6     | Cancelada                | Cancelada | Leandro Torres      |
| 7     | Maganov Ravil (Polaris)  | 3:02:09   | Leandro Torres      |
| 8     | Li Dongsheng (Polaris)   | 6:30:15   | Leandro Torres      |
| 9     | Cancelada                | Cancelada | Leandro Torres      |
| 10    | Wang Fujiang (Polaris)   | 9:04:52   | Leandro Torres      |
| 11    | Leandro Torres (Polaris) | 5:05:14   | Leandro Torres      |
| 12    | Maganov Ravil (Polaris)  | 0:42:35   | Leandro Torres      |

## Clasificación general

### Coches
| Rank. | Piloto               | Marca   | Tiempo   | Diferencia |
| ----- | -------------------- | ------- | -------- | ---------- |
| 1     | Stéphane Peterhansel | Peugeot | 28:49:30 | -----      |
| 2     | Sébastien Loeb       | Peugeot | 28:54:43 | + 5:13     |
| 3     | Cyril Despres        | Peugeot | 29:22:58 | + 33:28    |
| 4     | Nani Roma            | Toyota  | 30:06:13 | + 1:16:43  |
| 5     | Giniel De Villiers   | Toyota  | 30:39:18 | + 1:49:48  |
| 6     | Orlando Terranova    | MINI    | 30:42:01 | + 1:52:31  |
| 7     | Jakub Przygonski     | MINI    | 33:04:17 | + 4:14:47  |
| 8     | Romain Dumas         | Peugeot | 33:13:31 | + 4:24:01  |
| 9     | Conrad Rautenbach    | Toyota  | 33:29:43 | + 4:40:13  |
| 10    | Mohamed Abu-Isa      | MINI    | 33:43:00 | + 4:53:30  |

### Motos
| Rank. | Piloto                  | Marca     | Tiempo   | Diferencia |
| ----- | ----------------------- | --------- | -------- | ---------- |
| 1     | Sam Sunderland          | KTM       | 32:06:22 | -----      |
| 2     | Matthias Walkner        | KTM       | 32:38:22 | + 32:00    |
| 3     | Gerard Farres Guell     | KTM       | 32:42:02 | + 35:40    |
| 4     | Adrien Van Beveren      | Yamaha    | 32:42:50 | + 36:28    |
| 5     | Joan Barreda Bort       | Honda     | 32:49:30 | + 43:08    |
| 6     | Paulo Gonçalves         | Honda     | 32:58:51 | + 52:29    |
| 7     | Pierre Alexandre Renet  | Husqvarna | 33:03:57 | + 57:35    |
| 8     | Franco Caimi            | Honda     | 33:48:40 | + 1:42:18  |
| 9     | Hélder Rodrigues        | Yamaha    | 34:09:28 | + 2:03:06  |
| 10    | Juan Carlos Salvatierra | KTM       | 34:29:15 | + 2:22:53  |

### Quads
| Rank. | Piloto             | Marca  | Tiempo   | Diferencia |
| ----- | ------------------ | ------ | -------- | ---------- |
| 1     | Sergey Karyakin    | Yamaha | 39:18:52 | -----      |
| 2     | Ignacio Casale     | Yamaha | 40:33:43 | + 1:14:51  |
| 3     | Pablo Copetti      | Yamaha | 43:39:11 | + 4:20:19  |
| 4     | Rafal Sonik        | Yamaha | 44:52:21 | + 5:33:29  |
| 5     | Axel Dutrie        | Yamaha | 45:04:16 | + 5:45:24  |
| 6     | Bruno Da Costa     | Yamaha | 45:16:10 | + 5:57:18  |
| 7     | Santiago Hansen    | Honda  | 45:16:11 | + 5:57:19  |
| 8     | Nelson Sanabria    | Yamaha | 45:30:38 | + 6:11:46  |
| 9     | Daniel Domaszewski | Honda  | 45:58:37 | + 6:39:45  |
| 10    | Kamil Wiśniewski   | Can-Am | 47:25:01 | + 8:06:09  |

### Camiones
| Rank. | Piloto               | Marca  | Tiempo   | Diferencia |
| ----- | -------------------- | ------ | -------- | ---------- |
| 1     | Eduard Nikolaev      | Kamaz  | 27:58:24 | -----      |
| 2     | Dmitry Sotnikov      | Kamaz  | 28:17:22 | + 18:58    |
| 3     | Gerard De Rooy       | Iveco  | 28:39:43 | + 41:19    |
| 4     | Federico Villagra    | Iveco  | 28:58:28 | + 1:00:04  |
| 5     | Ayrat Mardeev        | Kamaz  | 30:25:14 | + 2:26:50  |
| 6     | Aleksandr Vasilevski | MAZ    | 30:33:21 | + 2:34:57  |
| 7     | Aleš Loprais         | Tatra  | 31:05:20 | + 3:06:56  |
| 8     | Teruhito Sugawara    | Hino   | 31:17:00 | + 3:18:36  |
| 9     | Hans Stacey          | MAN SE | 31:43:20 | + 3:44:56  |
| 10    | Martin Macik         | LIAZ   | 31:53:04 | + 3:54:40  |

### UTV
| Rank. | Piloto         | Marca   | Tiempo   | Diferencia |
| ----- | -------------- | ------- | -------- | ---------- |
| 1     | Leandro Torres | Polaris | 54:01:50 | -----      |
| 2     | Wang Fujiang   | Polaris | 58:44:24 | + 4:42:34  |
| 3     | Maganov Ravil  | Polaris | 60:07:25 | + 6:05:35  |
| 4     | Mao Ruijin     | Polaris | 77:31:57 | + 23:30:07 |
| 5     | Li Dongsheng   | Polaris | 78:47:15 | + 24:45:25 |